# Dinastia Lê
A Dinastia Lê, também conhecida na historiografia como Dinastia Lê Posterior (em vietnamita:  triều Hậu Lê, chữ Hán: 朝後黎 ou em vietnamita:  nhà Hậu Lê, chữ Nôm : 茹後黎), oficialmente Đại Việt (em vietnamita:  Đại Việt; Chữ Hán: 大越), foi a dinastia vietnamita com o governo mais longo, tendo governado de 1428 a 1789, com um interregno entre 1527 e 1533. A dinastia Lê é dividida em dois períodos históricos: a Dinastia Lê Inicial (1428–1527) antes da usurpação por a Dinastia Mạc, na qual governaram imperadores por direito próprio, e a Dinastia Lê Restaurada (1533–1789), em que os imperadores eram figuras reinou sob os auspícios dos poderosos Senhores Trịnh. A Dinastia Lê Restaurada foi marcada por duas longas guerras civis: a Guerra Lê-Mạc (1533–1592), na qual duas dinastias lutaram pela legitimidade no norte do Vietnã, e as Guerras Trịnh-Nguyễn (1627–1672, 1774–1777) entre os Senhores Trịnh do Norte e os Senhores Nguyễn do Sul.
A dinastia começou oficialmente em 1428 com a entronização de Lê Lợi depois que ele expulsou o exército Ming do Vietnã. A dinastia atingiu seu auge durante o reinado de Lê Thánh Tông e declinou após sua morte em 1497. Em 1527, a dinastia Mạc usurpou o trono; quando a dinastia Lê foi restaurada em 1533, os Mạc fugiram para o extremo norte e continuaram a reivindicar o trono durante o período conhecido como Dinastias do Sul e do Norte. Os imperadores Lê restaurados não detinham nenhum poder real e, quando a dinastia Mạc foi finalmente erradicada em 1677, o poder real estava nas mãos dos senhores Trịnh no Norte e dos senhores Nguyễn no Sul, ambos governando em nome do imperador Lê enquanto lutavam entre si. A dinastia Lê terminou oficialmente em 1789, quando a revolta camponesa dos irmãos Tây Sơn derrotou tanto os Trịnh quanto os Nguyễn, ironicamente para restaurar o poder à dinastia Lê.
A dinastia Lê continuou a expansão Nam tiến das fronteiras do Vietnã para o sul através do domínio do Reino de Champa e da expedição aos atuais Laos e Mianmar, quase alcançando as fronteiras modernas do Vietnã na época da revolta de Tây Sơn. Também houve grandes mudanças na sociedade vietnamita: o estado anteriormente budista se tornou confucionista após os 20 anos anteriores de governo Ming. Os imperadores Lê instituíram muitas mudanças inspiradas no sistema chinês, incluindo o serviço público e as leis. Seu governo duradouro foi atribuído à popularidade dos primeiros imperadores. A libertação do país por Lê Lợi de 20 anos de governo Ming e a condução do país a uma era de ouro por Lê Thánh Tông foram bem lembradas pelo povo. Embora o governo restaurado dos imperadores Lê tenha sido marcado por conflitos civis e constantes revoltas camponesas, poucos ousaram desafiar abertamente seu poder por medo de perder o apoio popular. A dinastia Lê também foi o período em que o Vietname viu a chegada dos europeus ocidentais e do cristianismo no início do século XVI. 

## História

### Revolta de Lam Sơn (1418-1427)

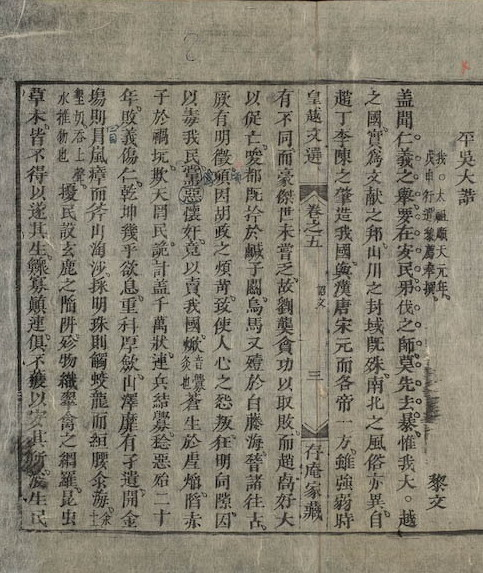
A primeira página de Bình Ngô đại cáo (平吳大誥), um hino de proclamação da independência vietnamita da dinastia Ming em 1428

Durante o Quarto Domínio Chinês do Vietname, Lê Lợi liderou uma revolta contra o governo da dinastia Ming em 1418,       depois que as forças de resistência de dois príncipes da dinastia Trần, Trần Ngỗi e Trần Quý Khoáng, foram esmagadas pelo exército Ming. Ele se juntou a um comentário secreto de juramento taoísta em Lũng Nhai, Thanh Hoá, no inverno de 1416, com outros 18 homens, todos juraram lutar contra os chineses Ming, restaurando a independência e a soberania vietnamita. 
A campanha de Lam Sơn ("montanha azul") começou no dia seguinte ao Tết (Ano Novo Lunar) em fevereiro de 1418.  Em novembro de 1424, os Lam Sơn capturaram a cidadela de Nghệ An em um ataque surpresa de sua base no Laos, levando à retirada do comandante Ming étnico vietnamita Lương Nhữ Hốt (Liang Juihu) para o norte. De sua nova base na população de alta densidade de Nghệ An, as forças rebeldes de Lê Lợi capturaram o território no atual Vietnã central, de Thanh Hoá a Đà Nẵng.  Em agosto de 1426, a rebelião de Lam Sơn lançou uma ofensiva ao norte com novas forças contra um novo exército Ming comandado por Wang Tong, responsável pela defesa do norte do Vietname.  O novo governante Ming, o Imperador Xuande, desejava acabar com a guerra com o Vietnã, mas seus conselheiros pediram mais um esforço para subjugar a província rebelde. Consequentemente, os Ming enviaram um grande exército de aproximadamente 100.000 homens para o Vietname.  Após a importante Batalha de Tốt Động–Chúc Động em outubro de 1426, a dinastia Ming retirou-se em 1428.  No início de 1427, as forças de Lê Lợi controlavam a maior parte do norte do Vietnã, avançando até o extremo sul da atual Guangxi. Após negociações com os Ming, Lê Lợi selecionou Trần Cảo como um rei fantoche de Annam, que governou nominalmente de 1426 a 1428.  

### Período inicial (1428–1527)

#### Lê Lợi (1428–1433)

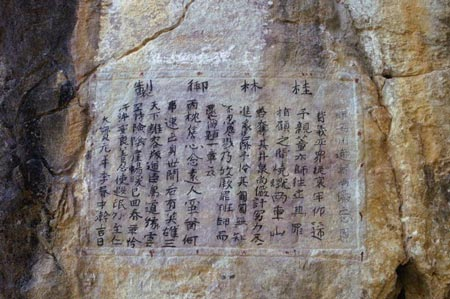
Quế Lâm Ngự Chế, textos esculpidos pelo imperador Lê Thái Tông comemorando uma campanha contra os rebeldes em Sơn La, 1440.

Em 1428, Lê Lợi estabeleceu a dinastia Lê e assumiu o nome de reinado Lê Thái Tổ, recebendo reconhecimento e proteção formal da dinastia Ming em uma relação tributária.     Em 1429, ele introduziu o código Thuận Thiên, amplamente baseado no Código Tang, com severas acusações por jogo, suborno e corrupção.   Lê Lợi concedeu uma reforma agrária em 1429 que tomou terras de pessoas que colaboraram com os chineses e as distribuiu entre camponeses sem terra e soldados. Ele desconfiava de muitos de seus antigos generais, resultando na execução em 1430 dos dois generais Trần Nguyên Hãn e Phạm Văn Xảo, que é considerada pelos historiadores vietnamitas como um expurgo político. 
O reinado de Lê Lợi seria curto, pois ele morreu em 1433. 

#### Lê Thái Tông (1433–1442)
Lê Thái Tông (黎太宗, governou de 1433 a 1442)  foi o herdeiro oficial de Lê Lợi. No entanto, ele tinha apenas onze anos, então um amigo próximo de Lê Lợi, Lê Sát, assumiu a regência do reino. Pouco depois de assumir o título oficial de Imperador do Vietnã em 1438, Lê Thái Tông acusou Lê Sát de abuso de poder e o executou. Em dezembro de 1435, Thái Tông ordenou ao general Tư Mã Tây que subjugasse o chefe Tày Cầm Quý, que tinha um exército de dez mil invasores na região noroeste. 
Em janeiro de 1436, o imperador ordenou a construção de estradas e canais da região noroeste até a capital para mostrar o poder superior da corte imperial aos homens das tribos locais.  De 1437 a 1441, os homens da tribo de Ai-Lao cruzaram a Cordilheira Anamita, invadiram Thanh Hóa e o sul de Hưng Hóa (hoje província de Sơn La) com a ajuda dos invasores locais liderados por Nghiễm Sinh Tượng foram reprimidos pelo exército imperial.  A dinastia Lê começou a tratar hostilmente as minorias étnicas na região ocidental. Em um monumento de pedra esculpido em 1439 sob o reinado de Thái Tông, foi dito: "Os bárbaros Bồn-Man (Muang Phuan) eram contra nossa assimilação, eles precisam ser exterminados até as raízes, e com os invasores bárbaros Sơn-Man (Mường e Chứt), precisamos eliminá-los todos..." 
De acordo com uma versão Mạc–Trịnh dos Anais Completos de Đại Việt, o novo Imperador tinha uma fraqueza por mulheres. Ele teve muitas esposas e descartou uma favorita após a outra. O escândalo mais proeminente foi seu caso com Nguyễn Thị Lộ, esposa do principal conselheiro de seu pai, Nguyễn Trãi. O caso começou no início de 1442 e continuou quando o Imperador viajou para a casa de Nguyễn Trãi, que era venerado como um grande estudioso confucionista. 
Pouco depois de o Imperador deixar a casa de Trãi para continuar sua viagem pela província ocidental, ele adoeceu e morreu. Na época, os nobres poderosos da corte argumentaram que o Imperador havia sido envenenado até a morte. Nguyễn Trãi foi executado, assim como todos os seus três parentes, a punição normal para traição naquela época. 

#### Lê Nhân Tông (1442–1459)
Com a morte repentina do Imperador ainda jovem, seu herdeiro Bang Co foi feito imperador - embora ele fosse o segundo filho de seu pai, seu irmão mais velho Nghi Dân foi oficialmente preterido devido ao baixo status social de sua mãe. Bang Co assumiu o trono como Lê Nhân Tông (黎仁宗)  mas os verdadeiros governantes foram Trịnh Khả e a mãe da criança, a jovem Imperatriz Nguyễn Thị Anh. Os 17 anos seguintes foram bons para o Vietnã – não houve grandes problemas, nem interna nem externamente. Duas coisas dignas de nota ocorreram: primeiro, os vietnamitas enviaram um exército ao sul para atacar o Reino de Champá em 1446; segundo, a imperatriz viúva ordenou a execução de Trịnh Khả, por razões perdidas na história, em 1451. Em 1453, aos doze anos de idade, Lê Nhân Tông recebeu formalmente o título de Imperador. Isso era incomum, pois, de acordo com o costume, os jovens não podiam ascender ao trono antes dos 16 anos. Pode ter sido feito para remover Nguyễn Thi Anh do poder, mas se esse foi o motivo, falhou e a Imperatriz Viúva ainda controlou o governo até um golpe em 1459. 
Em 1459, o irmão mais velho de Lê Nhân Tông, Nghi Dân, conspirou com um grupo de seguidores para matar o Imperador. Em 28 de outubro, os conspiradores, com cerca de 100 homens, infiltraram-se no palácio e assassinaram o Imperador (ele tinha apenas 18 anos). No dia seguinte, diante da execução certa, a Imperatriz Viúva cometeu suicídio. O governo de Nghi Dân foi breve, e ele nunca foi oficialmente reconhecido como soberano por historiadores vietnamitas posteriores. As revoltas contra seu governo começaram quase imediatamente e a segunda revolta, ocorrida em 24 de junho de 1460, foi bem-sucedida. Os rebeldes, liderados pelos antigos conselheiros sobreviventes de Lê Lợi, Nguyễn Xí e Dinh Liêt, capturaram e mataram Nghi Dân junto com seus seguidores. Os rebeldes então selecionaram o filho mais novo de Lê Thái Tông para ser o novo Imperador, que eles proclamaram como Lê Thánh Tông. 

#### Lê Thánh Tông (1460–1497)

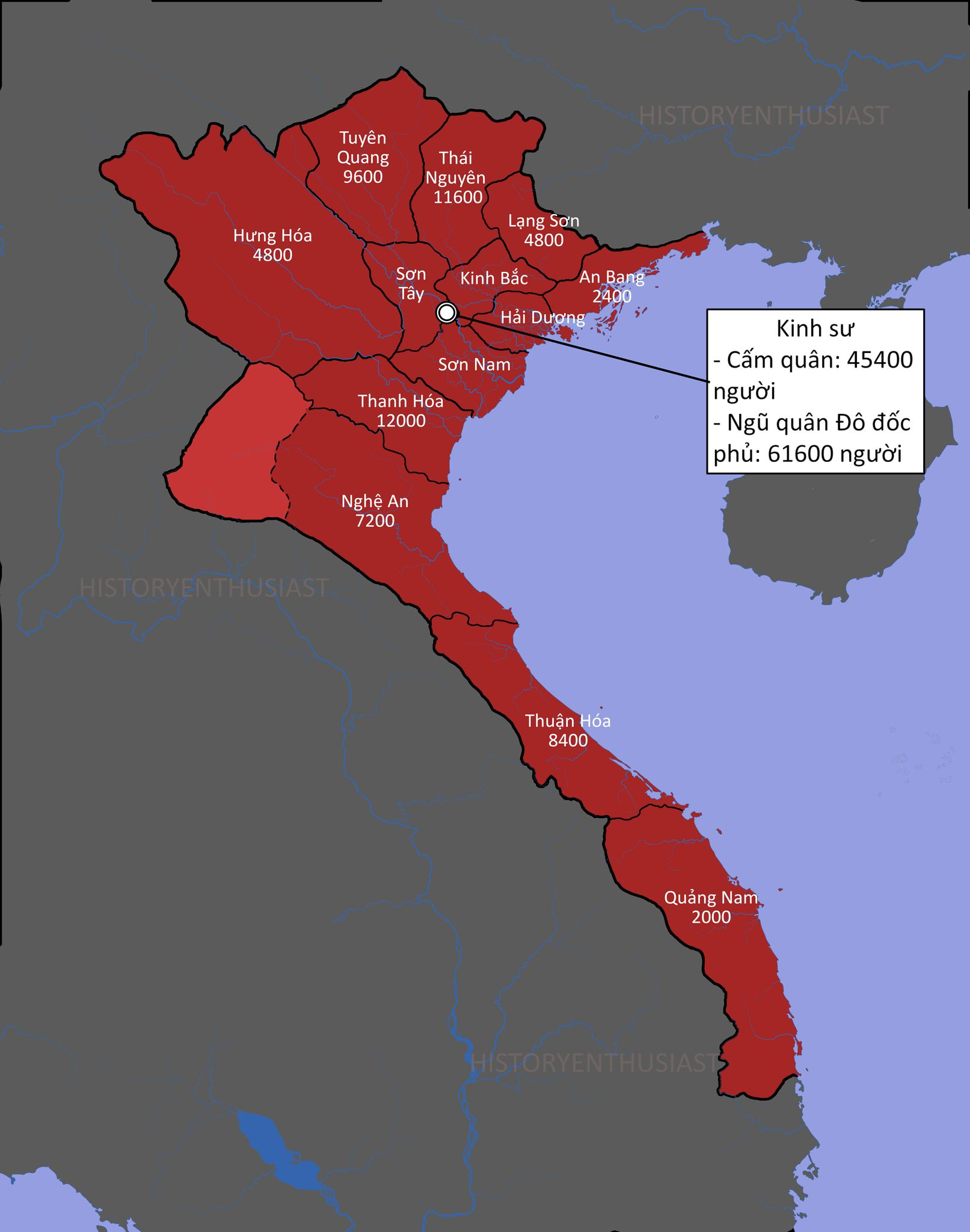
Divisão administrativa da dinastia Lê e número de forças armadas estacionadas em cada região em 1471

Quang Thuận Hoàng Đế (光順皇帝),  cujo reinado foi denominado Hồng Đức Thịnh Thế (洪德之盛治, "Reinado próspero de Hồng Đức"), instituiu uma ampla gama de reformas governamentais, reformas legais e reformas agrárias . Ele reiniciou o sistema de exames para selecionar homens para cargos governamentais importantes. Ele reduziu o poder das famílias nobres e diminuiu o grau de corrupção no governo. Ele construiu templos para Confúcio em todas as províncias do Vietnã . Em quase todos os aspectos, suas reformas refletiam as da dinastia Ming. Thánh Tông foi fortemente influenciado por seus professores confucionistas e decidiu tornar o Vietnã mais parecido com a dinastia Ming, com sua filosofia neoconfucionista e a ideia-chave de que o governo deveria ser administrado por homens de caráter nobre, em oposição a homens de famílias nobres. Isso significava que ele precisava tirar o poder das famílias governantes (principalmente da província de Thanh Hóa) e dar poder aos acadêmicos que se saíam bem nos exames oficiais. O primeiro passo nesse caminho foi reviver o processo de exame, que continuou esporadicamente na década de 1450. O primeiro exame foi realizado em 1463 e, como esperado, os melhores alunos eram homens de outros lugares, geralmente do delta do rio que cercava a capital, não de Thanh Hóa. Em 1467, Lê Thánh Tông mudou o nome do estado para "Thiên Nam" (Sul Celestial) para tornar mais explícita a posição paralela com seu vizinho do norte e a cultura clássica compartilhada. 

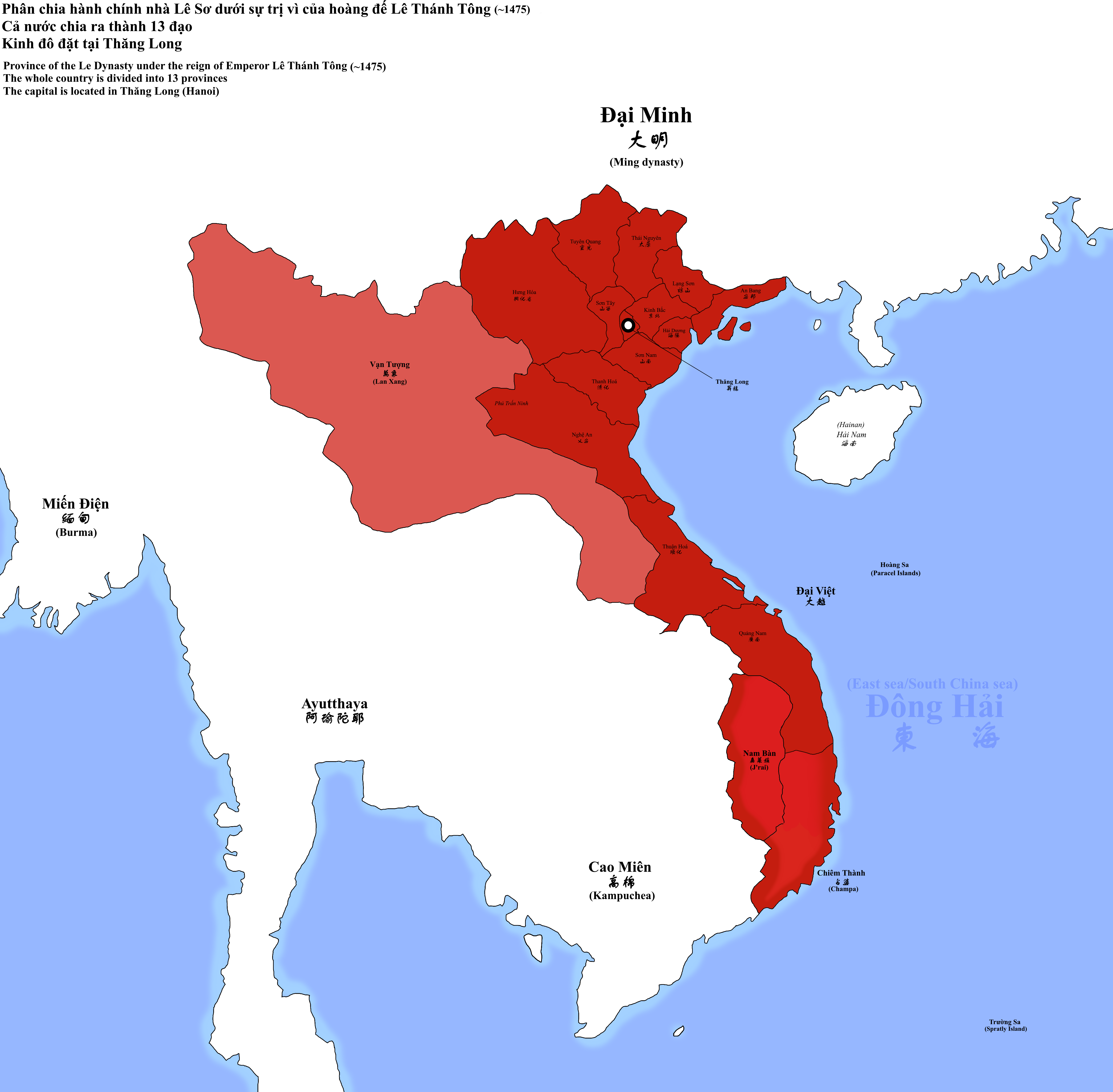
Território vietnamita (vermelho escuro) e território temporariamente ocupado (vermelho claro) durante a invasão de Lan Xang.

Thánh Tông encorajou a disseminação dos valores confucionistas por todo o Vietnã ao construir "templos da literatura" em todas as províncias. Lá, Confúcio era venerado e obras clássicas sobre o confucionismo podiam ser encontradas. Ele também interrompeu a construção de novos templos budistas ou taoístas e ordenou que os monges não tivessem permissão para comprar novas terras. 
Lê Thánh Tông introduziu reformas destinadas a substituir a oligarquia Thanh Hoá da região sul do Dai Viet por um corpo de burocratas selecionados através dos exames de serviço civil confucionista.  Seguindo o modelo chinês, ele dividiu o governo em seis ministérios: Finanças, Ritos, Justiça, Pessoal, Exército e Obras Públicas. Nove níveis de patente foram criados tanto para a administração civil quanto para a militar. Foi criado um Conselho de Censura com autoridade imperial para monitorar funcionários do governo e reportar-se exclusivamente ao imperador. Entretanto, a autoridade governamental não se estendia até o nível da aldeia. As aldeias eram governadas pelos seus próprios conselhos no Vietname. 
Com a morte de Nguyễn Xí em 1465, as famílias nobres da província de Thanh Hóa perderam seu líder. Logo eles foram relegados a posições secundárias no novo governo confucionista de Thánh Tông. No entanto, eles ainda mantinham o controle sobre os exércitos do Vietnã, já que o velho general, Đinh Liệt, ainda estava no comando do exército. No mesmo ano, o Vietnã foi atacado por piratas de Ryukyu do nordeste. Isso foi resolvido enviando forças adicionais ao norte para combater os piratas. Thánh Tông também enviou uma força militar para o oeste para subjugar as tribos das montanhas Ai-lao que estavam atacando a fronteira noroeste. Em 1469, todo o Vietnã foi mapeado e um censo completo foi realizado, listando todas as aldeias do Império. Nessa época o país foi dividido em 13 dao (províncias). Cada um era administrado por um governador, um juiz e o comandante do exército local. O imperador Thánh Tông também ordenou que um novo censo fosse realizado a cada seis anos. Outras obras públicas realizadas incluíram a construção e reparação de celeiros, o uso do exército para reconstruir e reparar sistemas de irrigação após enchentes e o envio de médicos para áreas afetadas por surtos de doenças. Embora o imperador, aos 25 anos, fosse relativamente jovem, ele já havia restaurado a estabilidade do Vietnã, o que era um contraste marcante com os tempos turbulentos que marcaram os reinados dos dois imperadores antes dele. 

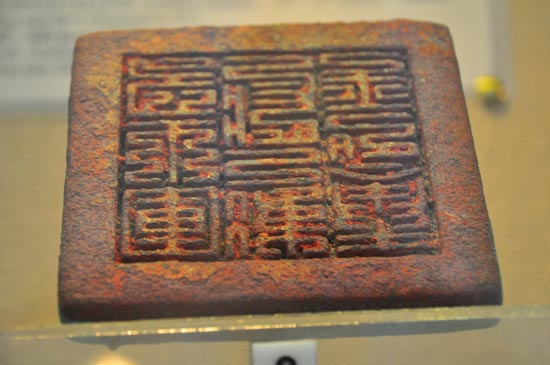
Selo imperial da dinastia Lê, versão de 1479.

O artigo 344 do código da dinastia Nguyen e o artigo 305 do código da dinastia Le proibiam a autocastração e a castração de homens vietnamitas.  A autocastração de homens vietnamitas foi proibida por Lê Thánh Tông, o imperador, em 1464. 
Os vietnamitas, sob o comando do Imperador Le Thanh Tong, reprimiram os contatos estrangeiros e aplicaram uma política isolacionista. Uma grande quantidade de comércio entre Guangdong (Península de Leizhou e Hainan) e o Vietnã ocorreu durante esse período. Os primeiros relatos registram que os vietnamitas capturaram chineses cujos navios haviam se desviado do curso e os detiveram. Jovens chineses eram selecionados pelos vietnamitas para castração e se tornavam escravos eunucos dos vietnamitas. Historiadores modernos especularam que os chineses que foram capturados e castrados pelos vietnamitas estavam envolvidos no comércio regular entre a China e o Vietname, em vez de serem desviados do curso, e que foram punidos após uma repressão vietnamita ao comércio com países estrangeiros.  
Uma entrada de 1499 no Ming Shilu registrou que treze homens chineses de Wenchang, incluindo um jovem chamado Wu Rui, foram capturados pelos vietnamitas depois que seu navio foi desviado do curso enquanto viajava de Hainan para a subprefeitura de Qin (Qinzhou), em Guangdong, e depois acabaram perto da costa do Vietnã, na década de 1460, durante o governo do Imperador Chenghua (1464–1487). Doze deles foram escravizados para trabalhar como trabalhadores agrícolas, enquanto o mais jovem chinês, Wu Rui (吳瑞) foi selecionado pela corte vietnamita para castração, já que era o único jovem entre os treze, e se tornou eunuco no palácio imperial vietnamita em Thang Long por quase um quarto de século. Depois de anos servindo os vietnamitas como escravo eunuco no palácio, ele foi promovido a uma posição de poder real após a morte do governante vietnamita em 1497, para uma posição militar no norte do Vietnã como superintendente militar, já que seu serviço no palácio era aparentemente valorizado pelos vietnamitas. Entretanto, o soldado da guarda de Lạng Sơn, Dương Tam tri (Yang Sanzhi) (楊三知), contou-lhe sobre uma rota de fuga de volta para a China e Wu Rui escapou para Longzhou depois de caminhar por 9 dias pelas montanhas. O chefe da minoria étnica local Tusi, Wei Chen, o prendeu, ignorando as objeções de sua família, que queria mandá-lo de volta ao Vietnã. O Vietnã descobriu sua fuga e enviou um agente para comprar Wu Rui de volta de Wei Chen com 100 Jin como pagamento, pois eles estavam com medo de que Wu Rui revelasse segredos de estado vietnamitas para a China. Wei Chen planejou vendê-lo de volta aos vietnamitas, mas disse a eles que a quantia que estavam oferecendo era muito pequena e exigiu mais, porém, antes que pudessem concordar com um preço, Wu foi resgatado pelo magistrado de Pingxiang, Li Guangning, e então foi enviado a Pequim para trabalhar como eunuco no palácio Ming na Diretoria de Cerimonial (silijian taijian 司禮監太監).       O Đại Việt sử ký toàn thư registra que em 1467, na província de An Bang, em Dai Viet (agora província de Quảng Ninh), um navio chinês saiu do curso e chegou à costa. Os chineses foram detidos e não lhes foi permitido regressar à China, conforme ordenado por Le Thanh Tong.    Este incidente pode ser o mesmo em que Wu Rui foi capturado. 
Vários enviados malaios do sultanato de Malaca foram atacados e capturados em 1469 pela marinha vietnamita quando retornavam da China para Malaca. Os vietnamitas escravizaram e castraram os jovens dentre os capturados.      
Uma entrada de 1472 no Ming Shilu relatou que alguns chineses de Nanhai escaparam de volta para a China depois que seu navio foi desviado do curso para o Vietnã, onde foram forçados a servir como soldados no exército vietnamita. Os fugitivos também relataram que descobriram que mais de 100 homens chineses permaneceram prisioneiros no Vietnã depois de terem sido capturados e castrados pelos vietnamitas depois que seus navios foram desviados do curso para o Vietnã em outros incidentes. O Ministério das Receitas chinês respondeu ordenando aos civis e soldados chineses que parassem de viajar para países estrangeiros.   Estes 100 homens foram feitos prisioneiros na mesma época que Wu Rui e o historiador Leo K. Shin acredita que todos eles podem ter estado envolvidos em comércio ilegal em vez de terem sido desviados do curso pelo vento.  Os mais de 100 homens chineses que foram castrados e transformados em eunucos pelos vietnamitas permaneceram cativos no Vietnã quando o incidente foi relatado. Tanto os incidentes do jovem chinês Wu Rui como os mais de 100 homens chineses castrados e usados como eunucos apontam para um possível envolvimento no comércio, de acordo com os historiadores John K. Whitmore e Tana Li, que foi então suprimido pelo governo vietnamita em vez de realmente serem desviados do curso pelo vento.  As relações da China com o Vietname durante este período foram marcadas pela punição dos prisioneiros por castração.  
Sob a ordem de Lê Thánh Tông, o texto histórico oficial da dinastia Lê, Đại Việt sử ký toàn thư (大越史記全書), foi compilado e concluído em 1479. O livro de 15 volumes cobriu toda a história vietnamita naquele momento, desde a dinastia Hồng Bàng até a entronização de Lê Thái Tổ. 

##### Campanhas de Hồng Đức contra Champa e Lan Xang (1471–1480)

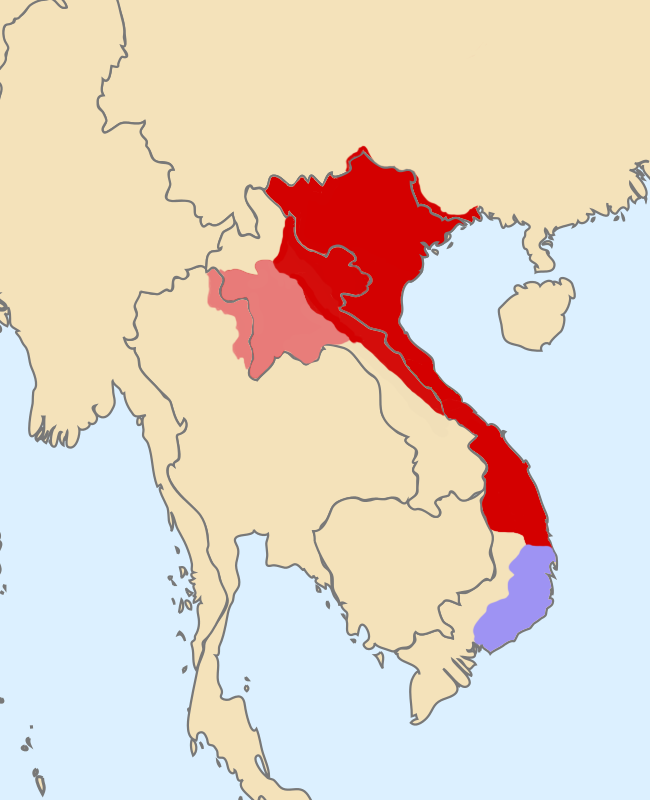
Áreas governadas por Đại Việt (vermelho) e vassalos (vermelho claro) e Champá (roxo) durante o reinado de Lê Thánh Tông (1460–1497) após a Guerra do Elefante Branco e a Guerra Champá-Vietnamita (1471).

Em 1471, Lê Thánh Tông conquistou Champa e capturou a capital Cham, Vijaya, pondo fim ao domínio independente Cham no sul. O Reino de Champá foi reduzido a um pequeno enclave perto de Panduranga (hoje Phan Rang–Tháp Chàm) e Kauthara (hoje Nha Trang), com muitos Chams fugindo para o Camboja.   Lê Thánh Tông criou uma nova província nas antigas terras Cham e permitiu que colonos étnicos vietnamitas a colonizassem. A conquista dos reinos Cham deu início a um rápido período de expansão dos vietnamitas em direção ao sul, nesta terra recém-conquistada. O governo utilizou um sistema de assentamento de terras chamado đồn điền (屯田). 
De 1478 a 1480, Lê Thánh Tông liderou uma expedição contra os reinos de Lan Xang e Lanna, no atual Laos e no norte da Tailândia.  Os laosianos foram dominados e sua capital, Luang Prabang, foi capturada. Os laosianos recuaram para as selvas e travaram uma guerra de guerrilha de dois anos contra os vietnamitas.  Rei de Lan Xang Chakkaphat Phaen Phaeo busca refúgio em Lanna .  Parte do exército vietnamita chegou ao reino de Ava.  A expedição terminou de forma inconclusiva, muitos soldados vietnamitas morreram por causa do clima hostil e das doenças galopantes;  As forças vietnamitas não conseguiram reprimir os guerrilheiros laosianos, e então os laosianos conseguiram recapturar sua capital.  Quando os vietnamitas retiraram seu exército através do reino de Muang Phuan em dezembro de 1479, eles o anexaram e incorporaram ao Protetorado de Ninh (Trấn Ninh) em 1480. 

#### Declínio do período inicial
Com a morte de Lê Thánh Tông, a dinastia Lê entrou em rápido declínio (1497–1527).
O príncipe Lê Tăng, o mais velho dos 14 filhos de Lê Thánh Tông, sucedeu a seu pai como Lê Hiến Tông (黎憲宗). Ele tinha 38 anos na época da morte de seu pai. Ele era uma pessoa afável, mansa e de boas maneiras. Devido ao seu curto período de governo e ao fato de não ter aprovado muitas reformas significativas, seu reinado é considerado uma extensão do governo de Lê Thánh Tông. O novo imperador era conhecido nos anais históricos como Lê Hiến Tông . No início de 1499, vários oficiais de alto escalão, incluindo Lê Vĩnh e Lê Năng Nhượng, persuadiram Hiến Tông a escolher um herdeiro para manter a segurança e a sustentabilidade da dinastia e da nação. Hiến Tông concordou; e embora o imperador tivesse dois filhos mais velhos: Lê Tuân e Lê Tuấn, Lê Thuần foi designado como príncipe herdeiro devido ao seu profundo interesse pela intelectualidade e pelo neoconfucionismo, o que fez com que Hiến Tông o percebesse como muito superior a seus dois irmãos mais velhos.  escolheu seu terceiro filho, Lê Túc Tông (黎肅宗) para ser seu sucessor. Em 1504, Lê Hiến Tông morreu aos 44 anos. Lê Thuần, de 17 anos, herdou o trono. Os analistas confucionistas o retrataram como um imperador relativamente bom que libertou muitos prisioneiros, interrompeu diversas obras de construção que representavam um fardo pesado para seus súditos, além de reduzir os tributos dos vassalos e ter em alta conta os altos funcionários. Dizia-se também que ele mantinha a harmonia na corte e em todo o país. Por outro lado, os anais também registraram uma revolta eclodida em Cao Bằng, liderada por Đoàn Thế Nùng contra o governo. Lê Thuần enviou tropas para Cao Bằng, derrotando e matando Đoàn Thế Nùng junto com 500 rebeldes.  No entanto, ele ficou gravemente doente e morreu apenas seis meses depois de assumir o trono.
Lê Uy Mục (黎威穆) foi o segundo filho do imperador Lê Hiến Tông . Em 1505, como irmão mais velho do Imperador Lê Túc Tông, ele sucedeu ao trono, mais tarde conhecido pelo nome póstumo Uy Mục hoàng đế (威穆皇帝). Lê Uy Mục foi retratado pelos cronistas neoconfucionistas como sendo profundamente contrastante com seus antecessores Lê Thánh Tông, Lê Hiến Tông e Lê Túc Tông, que seguiram de perto os princípios neoconfucionistas no governo da nação.  A primeira coisa que o novo imperador fez foi se vingar daqueles que o haviam impedido de subir ao trono, mandando matá-los. Entre as suas vítimas estava a mãe do antigo imperador – o que foi considerado  uma demonstração chocante de mau comportamento. Lê Uy Mục foi descrito por um embaixador Ming como uma pessoa cruel, sádica e depravada, que desperdiçava o dinheiro e as finanças da corte para satisfazer seus caprichos. Ciente de que era detestado por seus súditos, Lê Uy Mục se protegeu contratando um grupo de guarda-costas de elite para cercá-lo o tempo todo. Entre eles estava Mạc Đăng Dung, que se tornou muito próximo do imperador e acabou ascendendo ao posto de general. Apesar de suas precauções, em 1509, um primo, que Lê Uy Mục havia colocado na prisão, escapou e conspirou com pessoas da corte para assassinar o imperador. O assassinato foi bem-sucedido e o assassino se autoproclamou imperador sob o nome de Lê Tương Dực.
Lê Tương Dực (黎襄翼), nome póstumo Tương Dực Hoàng đế (襄翼皇帝), provou ser um governante tão ruim quanto Lê Uy Mục . Ele reinou de 1510 a 1516, gastando o tesouro imperial e não fazendo nada para melhorar o país. Ele não se importou com a reação que seus impostos causaram em todo o país. Mais tarde em seu reinado, ele gastou extravagantemente na construção de muitos palácios colossais na capital imperial, Thăng Long. O mais notável desses lugares era um conhecido pelos vietnamitas como Cửu Trùng Đài (九重臺, trad. "Torre de Nove Níveis"), projetado pelo arquiteto favorito do imperador, Vũ Như Tô . Ele também passou muito tempo desfrutando de atividades sexuais com suas concubinas, muitas das quais eram ex-concubinas de Lê Hiến Tông e Lê Uy Mục. Segundo os cronistas da corte, ele ordenou a construção de barcos especiais para suas concubinas nuas remarem em grandes lagos artificiais.  Como resultado do estilo de vida luxuoso do imperador e da ignorância sobre os assuntos de Estado, o povo sofreu dificuldades consideráveis. Muitos soldados comprometidos com a construção de palácios imperiais morreram devido a doenças.  À medida que o governo se tornava cada vez mais impopular, muitas rebeliões eclodiram. O maior deles foi o de Trần Cảo, um nortista que afirmava ser herdeiro da Casa de Trần.  Seu governo terminou em 1516, quando um grupo de oficiais e generais liderados por Trịnh Duy Sản invadiu o palácio e o matou.  

#### Crise e revoltas
Aos 14 anos, o sobrinho de Lê Tương Dực, o príncipe Lê Y, foi entronizado como o novo imperador Lê Chiêu Tông (governou de 1516 a 1522).  Facções dentro da corte competiam entre si pelo controle do governo. Uma facção poderosa e crescente era liderada por Mạc Đăng Dung, um líder militar que subiu na hierarquia.  Seu crescente poder foi ressentido pelos líderes de duas famílias nobres no Vietnã: os Nguyễn, sob Nguyễn Hoàng Dụ e os Trịnh, sob Trịnh Duy Đại e Trịnh Duy Sản. Após vários anos de tensão crescente, os Nguyễn e os Trịnh deixaram a capital Hanói (então chamada Đông Đô) e fugiram para o sul, com o Imperador "sob sua proteção".
Em 1524, as forças de Mạc Đăng Dung capturaram e executaram os líderes da revolta (Nguyễn Hoàng Du, Trịnh Duy Đại e Trịnh Duy Sản). A revolta do clã Trịnh e do clã Nguyễn foi derrotada por enquanto. Este foi o início de uma guerra civil com Mạc Đăng Dung e seus apoiadores de um lado e os Trịnh e os Nguyễn do outro lado. A província de Thanh Hóa, lar ancestral dos Trịnh e dos Nguyễn, foi o campo de batalha entre os dois lados. Após vários anos de guerra, o imperador Lê Chiêu Tông foi assassinado em 1522 pelos partidários de Mạc Đăng Dung. Pouco tempo depois, os líderes dos Nguyễn e dos Trịnh foram executados. Mạc Đăng Dung era agora o homem mais poderoso do Vietnã.

#### Usurpação de Mạc Đăng Dung
A degenerada dinastia Lê, que durou sob seis governantes entre 1497 e 1527, no final não foi mais capaz de manter o controle sobre a parte norte do país, muito menos sobre os novos territórios ao sul. O enfraquecimento da monarquia criou um vácuo que as diversas famílias nobres da aristocracia estavam ansiosas para preencher. Logo depois que Lê Chiêu Tông fugiu para o sul com os Trịnh e os Nguyễn em 1522, Mạc Đăng Dung proclamou o irmão mais novo do imperador, Lê Xuân, como o novo imperador sob o nome de Lê Cung Hoàng. Na realidade, o novo Imperador não tinha poder. Três anos depois que as forças de Mạc mataram seu irmão mais velho, Lê Chiêu Tông, e foi pressionado de Mạc Đăng Dung, no jardim de Bắc Sứ, Lê Cung Hoàng se enforcou em 18 de junho de 1527. Mạc Đăng Dung, sendo um acadêmico-oficial que efetivamente controlou os Lê por uma década, assassinou todos os membros da família imperial Lê e então se proclamou o novo Imperador do Vietnã em 15 de junho de 1527, encerrando (assim ele pensava) a dinastia Lê (veja dinastia Mạc para mais detalhes). 
A tomada do trono por Mạc Đăng Dung levou outras famílias da aristocracia, principalmente os Nguyễn e os Trịnh, a correrem em apoio aos leais a Lê. Com a usurpação do trono, a guerra civil eclodiu novamente. Novamente os Nguyễn e os Trịnh reuniram um exército e lutaram contra Mạc Đăng Dung, desta vez sob a liderança de Nguyễn Kim e Trịnh Kiểm . Os Trịnh e os Nguyễn estavam nominalmente lutando em nome do imperador Lê, mas na realidade, por seu próprio poder. 

### Dinastias do Sul e do Norte (1533–1597)
Os leais a Lê, sob o comando de Lê Ninh, um descendente da família imperial, escaparam para Muang Phuan (hoje Laos). O Marquês de An Thanh Nguyễn Kim convocou o povo que ainda era leal ao imperador Lê e formou um novo exército para iniciar uma revolta contra Mạc Đăng Dung. Posteriormente, Nguyễn Kim retornou a Đại Việt e liderou os leais a Lê em uma guerra civil que durou sessenta anos. Em 1536 e 1537, Nguyên Hòa enviou dois emissários a Pequim para pedir ao Imperador Jiajing da dinastia Ming que enviasse um exército para lutar contra os Mạc para restaurar a dinastia Lê.  Muitos oficiais Ming, como Mao Bowen, mostraram forte apoio aos leais a Lê e instaram o Imperador Jiajing a preparar uma campanha militar.  O Imperador Ming concordou. 
Em 1527, o clã Vũ Văn em Hà Giang e no norte de Hưng Hóa rebelou-se contra Mạc Đăng Dung e estabeleceu seu próprio governo. Vu Van Uyen e suas regras familiares eram chamados de senhores Bầu. Em 1534, depois que as forças de Nguyễn Kim recapturaram Thanh Hóa, Vũ Văn Uyên declarou aliado dos leais a Lê e do exército Ming para lutar contra a dinastia Mạc.  Mas o próprio Mạc Đăng Dung foi e rendeu o exército Ming em 1540, desejando paz. Mạc Đăng Dung cedeu a costa nordeste do Vietnã à dinastia Ming em troca de que a dinastia Ming nunca mais invadiria o Vietnã.  Os chineses reconheceram então a legitimidade de Mạc e Lê sobre o Đại Việt e retiraram o seu exército.  Os Lordes Bầu mostraram forte apoio à dinastia Lê e se recusaram a aceitar a família Trịnh no início da Guerra Trịnh–Nguyễn. Mais tarde, eles cooperaram com os Trịnh. Os Lordes Bầu duraram quase 200 anos, de 1527 a 1699.
Em 1542, o exército Lê de Muang Phuan recapturou Nghệ An. O general Dương Chấp Nhất se rendeu.  Depois de capturar a região de Thanh Hóa e Nghệ An, a dinastia Lê do Renascimento finalmente recapturou três quartos de seu antigo reino. Na medida em que a dinastia Mac governou a porção norte de Đại Việt enquanto a dinastia Lê governou o restante do país, esse período ficou conhecido como o período das dinastias do Norte e do Sul.

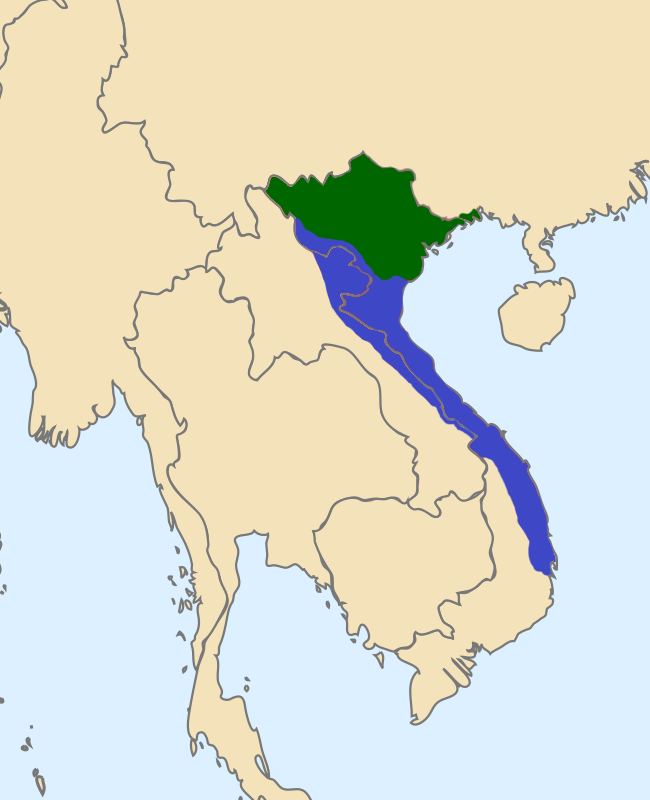
Mapa do Vietnã mostrando os territórios controlados por Mạc (verde) e os territórios controlados pela aliança Lê-Nguyễn-Trịnh (azul) por volta de 1570.

Em 1545, Nguyễn Kim foi envenenado por Dương Chấp Nhất, um general rendido da dinastia Mạc. O poder da corte imperial foi então passado para o genro de Nguyễn Kim, Trịnh Kiểm, que se tornou o fundador dos senhores Trịnh. Desde então, o imperador se tornou apenas uma figura decorativa, Trịnh Kiểm e seus sucessores eram os governantes de fato do país e continuavam a guerra com os Mạc. A guerra teve três períodos reais de luta: 1533–1537, 1551–1564 e 1584–1592. Durante o período inicial de confronto, a dinastia Lê introduziu armas de fogo pessoais como mosquetes em seu exército e surpreendeu o exército Mạc.  
Trịnh Tùng sucedeu seu pai em 1570, estabeleceu os senhores Trịnh e lançou uma ofensiva em grande escala contra o exército Mạc em janeiro de 1592.  Incapaz de resistir às forças dos leais a Lê, em dezembro de 1592 a dinastia Mạc recuou para o norte e estabeleceu uma nova capital na província de Cao Bằng, aliando-se à dinastia Ming da China como uma nação tributária contra a dinastia Lê.

### Lê Restaurada (1533–1789)
Em 1597, a dinastia Ming reconheceu a legitimidade do monarca Lê.  Entretanto, os Ming registraram que os governantes Lê estavam muito insatisfeitos com o Império Ming porque os chineses também apoiavam simultaneamente a dinastia Mạc. Em 1589, Toyotomi Hideyoshi enviou emissários à corte Lê em Thanh Hoá, pedindo aos vietnamitas que se juntassem à aliança do Japão contra a China Ming e a Coreia Joseon.  Hideyoshi esperava que um ataque triplo à dinastia Ming — com o Japão ao norte, o Vietname ao sul e outras nações do Sudeste Asiático ao sudoeste — enfraquecesse o exército Ming e permitisse que os atacantes prevalecessem.  Embora alguns funcionários apoiassem o plano, o imperador Lê Quang Hưng e seus ministros reconheceram a força esmagadora do império Ming; os ministros Lê também viam o Japão e outras nações do Sudeste Asiático como "bárbaros" e recusaram formalmente o convite do senhor japonês. 
O pirata chinês leal à dinastia Ming, Yang Yandi (Dương Ngạn Địch)  e sua frota navegaram para o Vietnã para deixar a dinastia Qing em março de 1682, aparecendo pela primeira vez na costa de Tonkin, no norte do Vietnã . De acordo com o relato vietnamita, Vũ Duy Chí 武惟志, um ministro da dinastia Lê vietnamita elaborou um plano para derrotar os piratas chineses enviando mais de 300 garotas vietnamitas, que eram lindas cantoras e prostitutas com lenços vermelhos, para irem aos juncos piratas chineses em pequenos barcos. Os piratas chineses e as garotas do norte do Vietnã fizeram sexo, mas as mulheres vietnamitas molharam os canos das armas dos navios dos piratas chineses com seus lenços, que elas molharam. Eles então partiram nos mesmos barcos. A marinha vietnamita então atacou a frota pirata chinesa, que não conseguiu revidar com seus canhões molhados. A frota pirata chinesa, originalmente composta por 206 juncos, foi reduzida para 50-80 juncos quando chegou a Quang Nam, no sul do Vietnã, e ao delta do Mekong. Os piratas chineses que fizeram sexo com mulheres norte-vietnamitas também podem ter transmitido uma epidemia mortal da China para os vietnamitas, que devastou o regime Tonkin, no Vietnã do Norte. Fontes francesas e chinesas dizem que um tufão contribuiu para a perda de navios juntamente com a doença.     A corte de Nguyễn permitiu que Yang (Duong) e seus seguidores sobreviventes se estabelecessem em Đồng Nai, que havia sido recentemente adquirida dos Khmers. Os seguidores de Duong nomearam seu assentamento como "Minh Huong", para lembrar sua lealdade à dinastia Ming. 

#### Contenção Trịnh–Nguyễn
Em 1620, Nguyễn Phúc Nguyên recusou-se oficialmente a enviar impostos à corte em Hanói. Foi feita uma exigência formal aos Nguyễn para que se submetessem à autoridade do tribunal, mas ela foi formalmente recusada. Em 1623 Trịnh Tùng morreu e foi sucedido por seu filho Trịnh Tráng. Trịnh Tráng fez mais uma exigência formal de submissão e novamente Nguyễn Phúc Nguyên recusou. Finalmente, em 1627, uma guerra aberta eclodiu entre os Trịnh e os Nguyễn. Durante quatro meses, um grande exército Trịnh fez campanha contra o exército Nguyễn, mas não conseguiu derrotá-los. O resultado desta guerra foi que o Vietname foi efetivamente dividido em regiões norte e sul, com os Trịnh controlando a maior parte do norte e os Nguyễn controlando a maior parte do sul; a linha divisória era o rio Gianh na província de Quảng Bình.  Esta fronteira ficava muito próxima do paralelo XVII (na verdade, o rio Bến Hải localizado ao sul na província de Quảng Trị), que foi imposto como fronteira entre o Vietnã do Norte e o Vietnã do Sul durante a Partição do Vietnã de 1954-1975. 

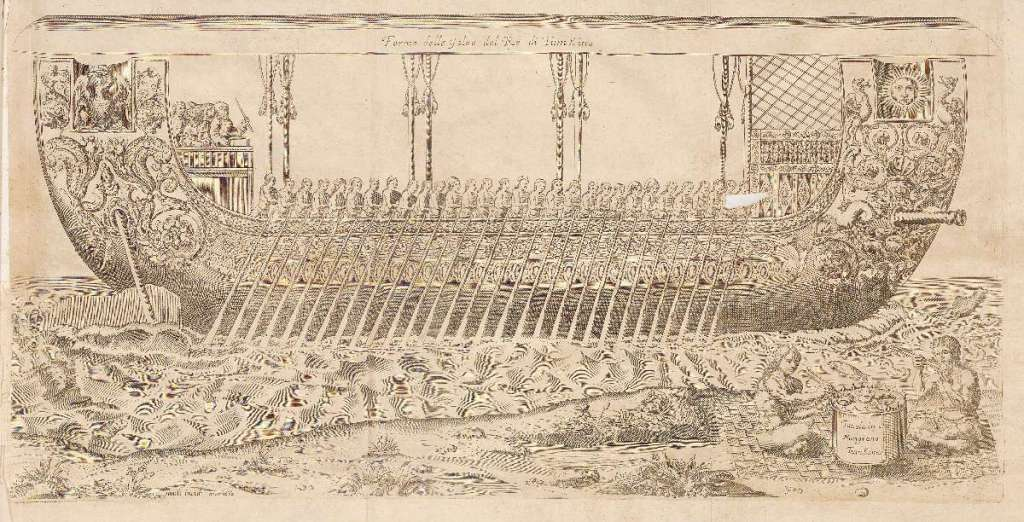
Ilustração de Mông Đồng, navio de guerra da dinastia Lê

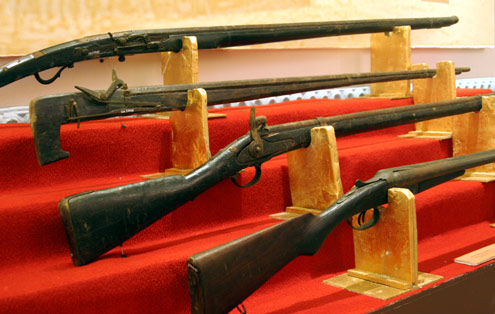
Os arcabuzes Jiaozhi no estilo Goa foram inventados e difundidos no Vietname durante os séculos XVI e XVII

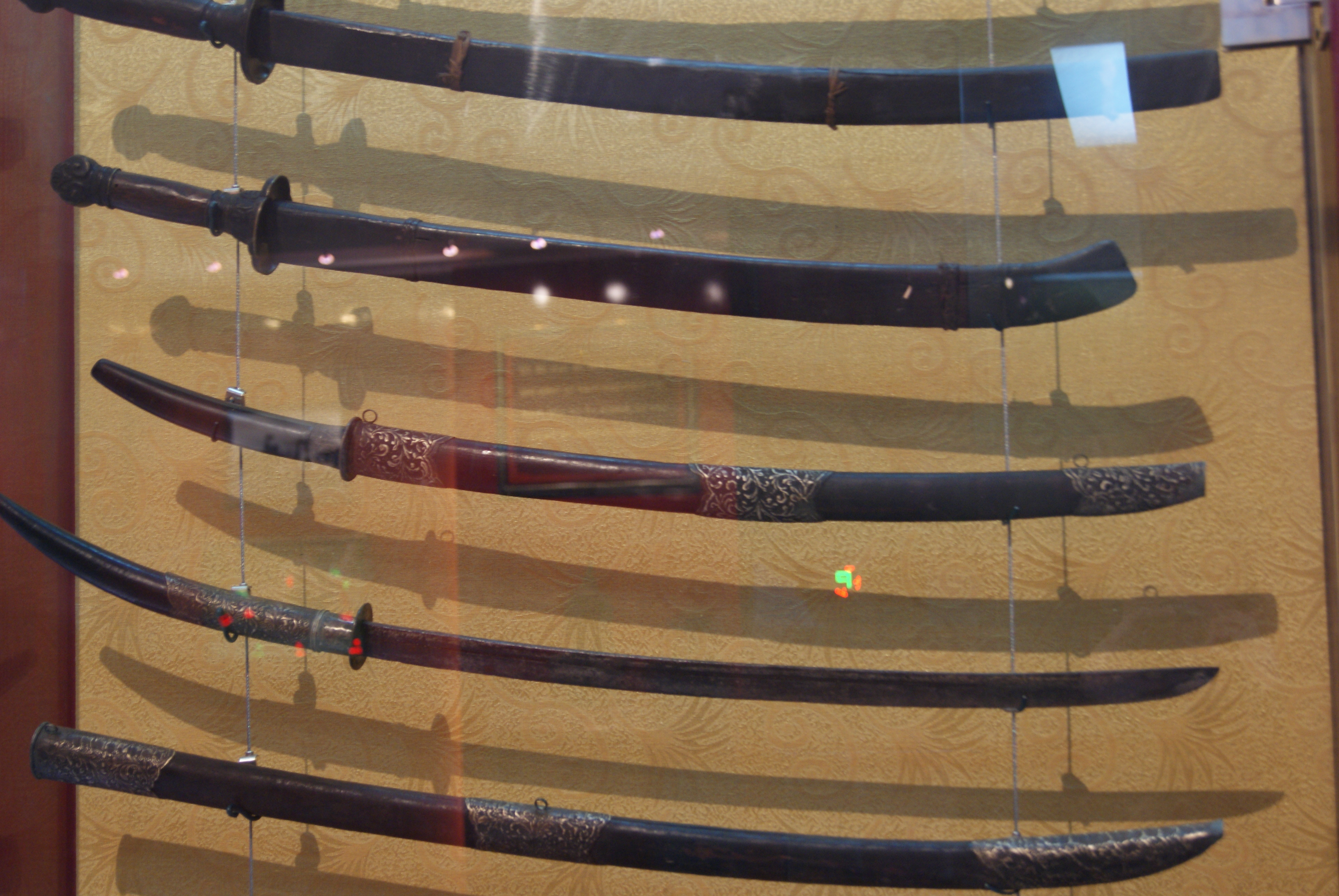
Espadas vietnamitas na dinastia Lê

Enquanto os Trịnh governavam um território muito mais populoso, os Nguyễn tinham diversas vantagens. Primeiro, eles estavam na defensiva e, portanto, mais motivados para lutar. Em segundo lugar, os Nguyễn conseguiram tirar proveito dos seus contactos com os europeus, especificamente os portugueses, para comprar armas europeias avançadas e contratar especialistas militares europeus em fortificações. Terceiro, a geografia era favorável a eles, pois as planícies planas do Norte, adequadas para grandes exércitos organizados, terminavam no território controlado por Nguyễn; as montanhas do planalto central alcançavam quase o mar. 

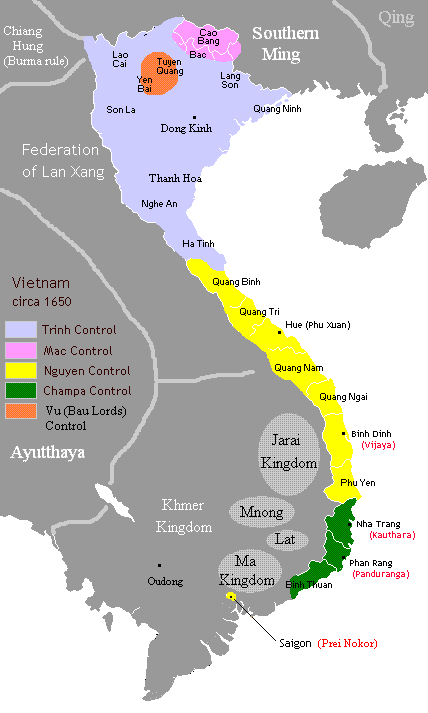
Partição do Vietname na década de 1650, em meio à guerra Trịnh-Nguyễn

Após a primeira campanha, os Nguyễn construíram duas enormes linhas fortificadas que se estendiam por alguns quilômetros do mar até o planalto central. As muralhas foram construídas ao norte de Huế, perto da cidade de Đồng Hới. Os Nguyễn defenderam essas linhas contra inúmeras ofensivas Trịnh que duraram até 1672.  A tradição afirma que o construtor dessas muralhas foi um general vietnamita contratado pela corte de Trịnh pelos Nguyễn. Sob sua direção, as muralhas resistiram repetidamente a múltiplos ataques de Trịnh, mesmo quando reuniram um exército de 100.000 homens, 500 elefantes e 500 grandes navios. 
Em 1633, os Trịnh tentaram atacar os Nguyễn pelo mar para evitar ataques custosos às grandes muralhas. No entanto, a frota Trịnh foi derrotada pela frota Nguyễn na batalha de Nhat-Le.  Por volta de 1635, os Trịnh decidiram imitar os Nguyễn e buscaram ajuda militar dos europeus. Trịnh Tráng contratou a Companhia Holandesa das Índias Orientais para fabricar canhões e navios europeus para seu exército. Em 1642-43, o exército Trịnh atacou as muralhas de Nguyễn. Com a ajuda dos canhões holandeses, o exército Trịnh atravessou o primeiro muro, mas não conseguiu atravessar o segundo. No mar, o Trịnh, com seus navios holandeses Kievit, Nachtegaels e Woekende Book foram derrotados no mar pela frota Nguyễn com suas galeras de estilo chinês.      Trịnh Tráng encenou outra ofensiva em 1648, mas na batalha de Truong Duc, o exército Trịnh foi novamente derrotado pelos Nguyễn.  O novo imperador Lê morreu nessa época, talvez como resultado da derrota. Isso deixou a porta aberta para que os Nguyễn finalmente partissem para a ofensiva.
Os Nguyễn lançaram sua própria invasão ao norte do Vietnã em 1653. O exército Nguyễn foi para o norte e derrotou o enfraquecido exército Trịnh, capturando Quảng Bình e a província de Hà Tĩnh. No ano seguinte, Trịnh Tráng morreu quando as forças de Nguyễn entraram na província de Nghệ An. No entanto, sob a liderança do sucessor de Trịnh Tráng, o competente Trịnh Tạc, o exército do norte conseguiu derrotar o exército Nguyễn. Os Nguyễn também foram ainda mais enfraquecidos por uma divisão entre seus dois principais generais, que se recusaram a cooperar um com o outro. Em 1656, o exército Nguyễn foi rechaçado para seus territórios originais. Trịnh Tạc tentou quebrar os muros de Nguyễn em 1661, mas este ataque, como tantos outros antes dele, falhou. 
Em 1672, o exército Trịnh fez um último esforço para conquistar os Nguyễn. O exército atacante estava sob o comando do filho de Trịnh Tạc, Trịnh Căn, enquanto o exército de defesa estava sob o comando do filho de Nguyễn Phúc Tần, o príncipe Nguyễn Phúc Thuận. O ataque, como todos os ataques anteriores às muralhas de Nguyễn, falhou. Desta vez, ambos os lados concordaram com a paz. Com a dinastia Qing sob o imperador Kangxi servindo como mediadora, os Trịnh e os Nguyễn finalmente concordaram em acabar com os combates, tornando o rio Linh a fronteira entre suas terras (1673). Embora os Nguyễn aceitassem nominalmente o imperador Lê como o governante legítimo e único do Vietnã. No entanto, a realidade era que os Nguyễn governavam o sul, e os Trịnh, o norte. Essa divisão continuou pelo século seguinte. A fronteira entre Trịnh e Nguyễn era fortemente fortificada, mas permanecia pacífica. Apesar da divisão de fato do império, ambas as famílias governantes dos dois reinos alegavam ser súditas leais sob a autoridade da singular família imperial Lê, e seus territórios estavam de jure todos sob o mesmo império, Đại Việt. 

### Rebelião de Tây Sơn

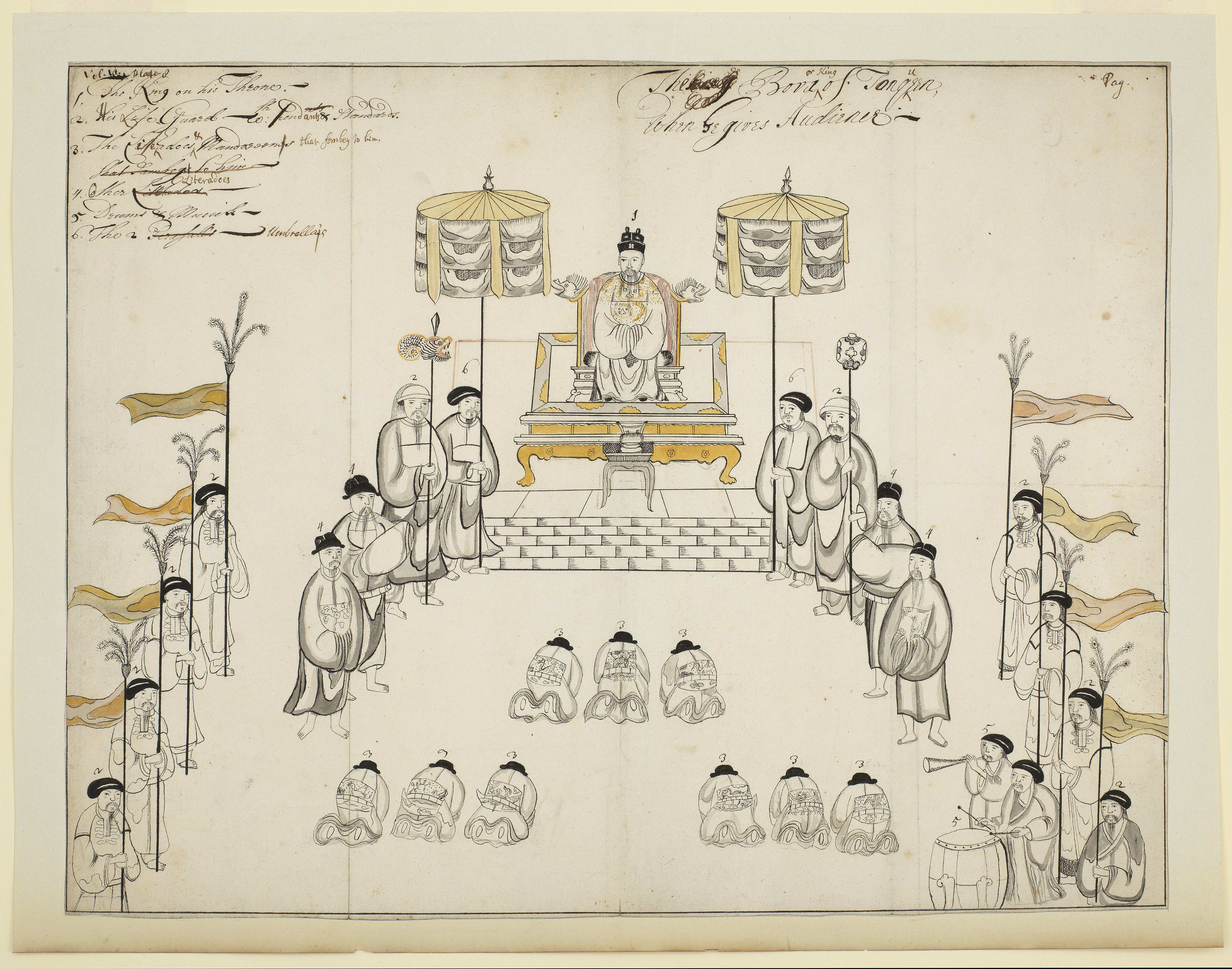
O imperador Lê Hy Tông em uma audiência em 1684.

O impasse entre os senhores Trịnh e Nguyễn que começou no final do século XVII não marcou, contudo, o início de um período de paz e prosperidade. Em vez disso, décadas de guerra contínua entre as duas famílias deixaram os rurais e os camponeses em um estado enfraquecido, vítimas de impostos cobrados para sustentar as cortes e suas aventuras militares. A necessidade de cumprir com suas obrigações fiscais forçou muitos camponeses a abandonarem suas terras e facilitou a aquisição de grandes extensões de terra por alguns poucos ricos proprietários de terras, nobres e acadêmicos — funcionários públicos. Como os funcionários públicos estavam isentos de pagar imposto sobre a terra, quanto mais terra eles adquiriam, maior era o fardo que recaía sobre os camponeses que conseguiam manter suas terras. Além disso, o campesinato enfrentou novos impostos sobre itens básicos, como carvão, sal, seda e canela, e sobre atividades comerciais, como pesca e mineração. A condição díspar da economia também levou à negligência da extensa rede de sistemas de irrigação. 
À medida que caíam em ruínas, o resultado eram inundações desastrosas e fome, fazendo com que um grande número de pessoas famintas e sem terra vagassem sem rumo pelo campo. O sofrimento generalizado no Vietnã do Norte levou a inúmeras revoltas camponesas entre 1730 e 1770, com destaque para a rebelião camponesa de Nguyễn Hữu Cầu de 1748 a 1751. Embora as revoltas tenham ocorrido em todo o país, elas foram essencialmente fenômenos locais, surgindo espontaneamente de causas locais semelhantes. A coordenação ocasional entre movimentos locais não resultou em nenhuma organização ou liderança nacional. Além disso, a maioria das revoltas foi conservadora, pois os líderes apoiaram a restauração da dinastia Lê. No entanto, eles apresentaram demandas por reforma agrária, impostos mais justos e arroz para todos. 

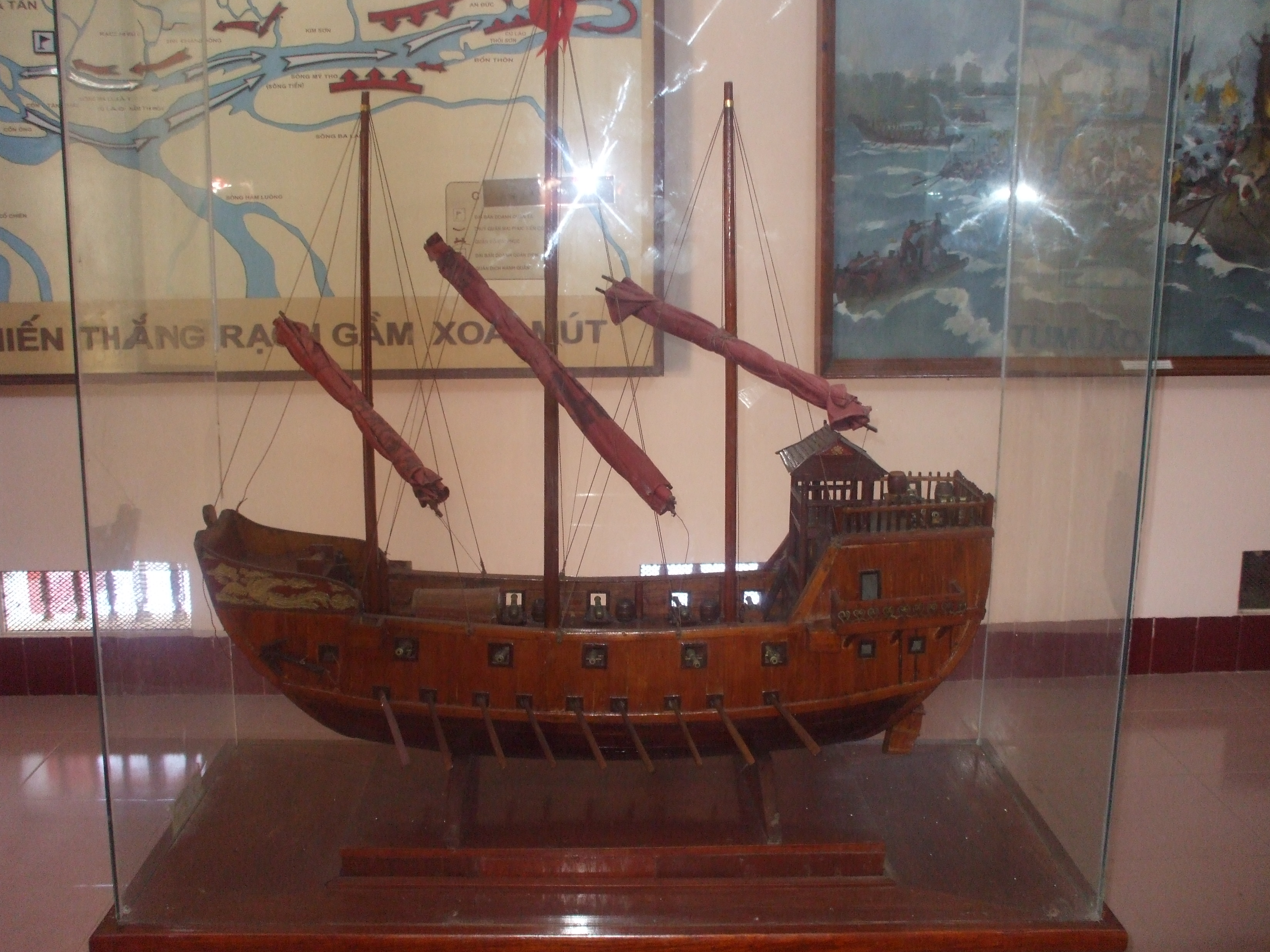
Modelo de junco grande Tây Sơn com canhões

Os camponeses sem terra foram responsáveis pela maior parte do apoio inicial às várias rebeliões, mas muitas vezes se juntaram a eles mais tarde artesãos, pescadores, mineiros e comerciantes, que foram excluídos de suas ocupações por meio de impostos. Alguns desses movimentos tiveram sucesso limitado por um curto período, mas foi somente em 1771 que alguma das revoltas camponesas teve um impacto nacional duradouro. 
A insatisfação contra as duas famílias governantes, Trịnh e Nguyễn, espalhou-se por todo o país. Em 1771, três irmãos Nguyễn Nhạc, Nguyễn Lữ e Nguyễn Huệ em An Khê, Bình Định, com o apoio dos camponeses locais, revoltaram-se contra o senhor Nguyễn.    Em 1773, os Tây Sơn capturaram o forte Quy Nhơn, deram-lhes apoio financeiro e de mão de obra, e assim a rebelião se espalhou. Em 1774, o exército Trịnh do norte lançou uma ofensiva contra os Nguyễn. Incapaz de lutar em duas frentes, o Senhor Nguyễn Phúc Thuần perdeu o controle de Cochinchina e fugiu de navio para o delta do Mekong. A capital de Nguyễn, Phú Xuân, foi capturada pelo senhor Trịnh. Nguyễn Phúc Thuần mais tarde foi capturado e executado pelo Tây Sơn em 1777.  O remanescente Nguyen liderado por Nguyễn Ánh com a ajuda do padre francês Pigneau de Behaine (Bá Đa Lộc),      ele logo recrutou seu exército alistando tropas francesas, cambojanas e armas, mas a maioria foi derrotada pelos rebeldes Tây Sơn superiores e mais numerosos quatro vezes, e Ánh foi para o exílio no Sião.  A rebelião de Tây Sơn não se contentou em simplesmente conquistar as províncias do sul do país.

### Fim da dinastia

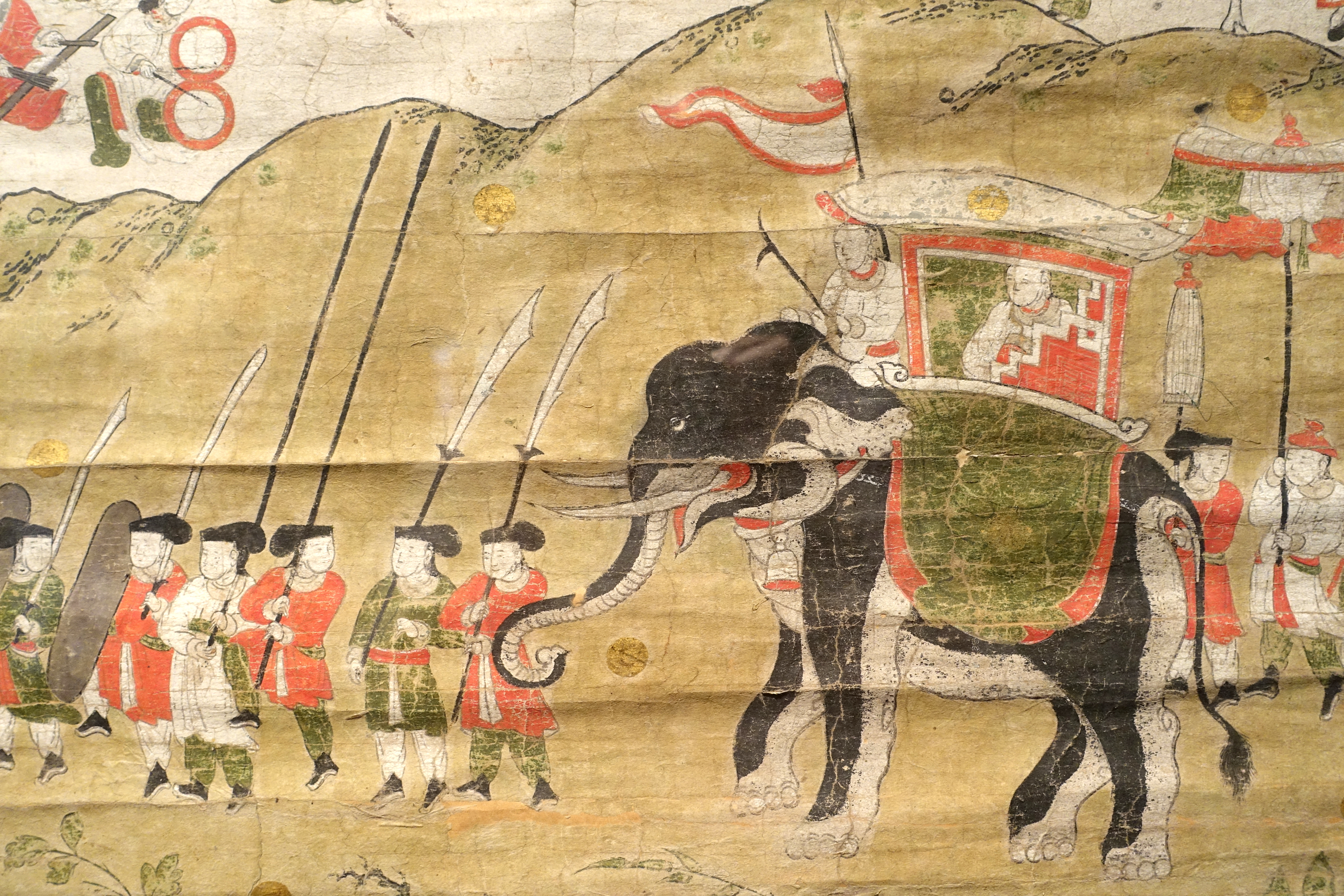
Exército da dinastia Le, final do século XVIII

Em 1782, Trịnh Sâm morreu e passou o trono para seu filho de 5 anos, Trịnh Cán, em vez de seu filho de 19 anos, Trịnh Tông, que foi rebaixado após sua tentativa frustrada de golpe de estado em 1780. Trịnh Sâm designou Hoàng Tố Lý (também conhecido como Hoàng Đình Bảo) como regente de Cán. Trịnh Tông aliado ao Exército das Três Prefeituras (em vietnamita:  Tam phủ quân, chữ Hán: 三府軍) para derrubar Trịnh Cán e matar Hoàng Tố Lý. O exército então libertou o neto do imperador, Lê Duy Kỳ (também conhecido como Lê Duy Khiêm), da prisão e forçou o imperador a nomeá-lo como o próximo sucessor. Trịnh Tông temia que o poder do exército se fortalecesse. Ele ordenou secretamente que os governadores das Quatro Províncias (Kinh Bắc, Sơn Nam, Hải Dương, Sơn Tây) marchassem para a capital e demitissem o Exército das Três Prefeituras. Porém o plano foi descoberto pelo exército e Trịnh Tông teve que cancelá-lo. 
O subordinado de Hoàng Tố Lý, Nguyễn Hữu Chỉnh, após ouvir sobre a morte de Tố Lý, refugiou-se em Tây Sơn. 
Em 1786, o rei de Tây Sơn Nguyễn Nhạc queria recuperar o antigo território dos senhores Nguyễn capturados pelos Trịnh. Ele ordenou que Nguyễn Huệ e Nguyễn Hữu Chỉnh assumissem a tarefa. Nhạc avisou Huệ para não atacar Bắc Hà. No entanto, Chỉnh convenceu Huệ a fazê-lo, sob o lema "Destrua o Trịnh e ajude o Lê" (em vietnamita:  Diệt Trịnh phù Lê, chữ Hán: 滅鄭扶黎) isso os ajudaria a obter o apoio do povo Bắc Hà. O exército de Trịnh e o Exército das Três Prefeituras foram rapidamente derrotados. Trịnh Tông cometeu suicídio. O imperador Cảnh Hưng morreu de velhice pouco depois e passou o trono para Lê Duy Kỳ (imperador Chiêu Thống). 
Nguyễn Nhạc, depois de ouvir sobre a insubordinação de Nguyễn Huệ, marchou apressadamente para Thăng Long e ordenou que todas as tropas de Tây Sơn se retirassem. No entanto, eles deixaram Nguyễn Hữu Chỉnh intencionalmente para trás. Chỉnh os perseguiu e depois ficou em sua cidade natal, Nghệ An. 
Após a retirada de Tây Sơn, membros do clã Trịnh, nomeadamente Trịnh Lệ e Trịnh Bồng, juntamente com seus apoiadores marcharam para Thăng Long e exigiram que Chiêu Thống reinstalasse o senhor Trịnh. Chiêu Thống, cujo pai foi morto por Trịnh Sâm, concordou relutantemente e designou Trịnh Bồng como Príncipe de Yến Đô (em vietnamita:  Yến Đô vương, chữ Hán: 晏都王). O imperador Chiêu Thống então enviou uma ordem secreta a Nguyễn Hữu Chỉnh para vir salvá-lo. Em 1787, Nguyễn Hữu Chỉnh marchou para o norte, derrotou Trịnh Bồng e seus apoiadores e encerrou o governo de 242 anos do clã Trịnh. 
No final de 1787, Nguyễn Huệ, que não servia mais sob o comando de Nguyễn Nhạc, enviou Vũ Văn Nhậm para invadir Bắc Hà sob o pretexto de punir Nguyễn Hữu Chỉnh por insubordinação. Nhậm capturou e executou Chỉnh em janeiro de 1788, o imperador Chiêu Thống fugiu para o leste do Rio Hong. Vũ Văn Nhậm instalou Lê Duy Cận como Supervisor do País (em vietnamita:  Giám quốc, chữ Hán: 監國). sem a aprovação de Huệ. Nguyễn Huệ acusou Nhậm de traição e o executou, assumindo Bắc Hà. 

#### Lê Chiêu Thống foge para a China
Lê Chiêu Thống enviou um emissário à corte imperial do Império Qing para pedir ajuda contra os Tây Sơn. O Imperador Qianlong do Império Qing, sob o pretexto de restaurar a dinastia Lê, enviou uma grande força de 200.000 soldados para invadir o norte do Vietnã e capturou a capital Thăng Long. 
No início da guerra, as tropas de Nguyễn Huệ recuaram para o sul e se recusaram a enfrentar o exército Qing. Ele reuniu um grande exército e derrotou o invasor na véspera do Ano Novo Lunar de 1789. Chiêu Thống e a família imperial fugiram para o norte, para a China, e nunca mais retornaram. A dinastia Lê finalmente terminou após governar o Vietnã por 356 anos. Ele foi para Pequim, onde foi nomeado mandarim chinês de quarta patente no Estandarte Amarelo Han, enquanto os leais de patente inferior foram enviados para cultivar terras do governo e se juntar ao Exército do Estandarte Verde em Sichuan e Zhejiang. Eles adotaram roupas Qing e adotaram o penteado fila, tornando-se efetivamente súditos naturalizados da dinastia Qing, o que lhes deu proteção contra as demandas vietnamitas de extradição.   A partir deste ponto, Lê Chiêu Thống não recebeu mais apoio do Império Qing da China.  Ele passou o resto de sua vida na China e morreu em 1793.  Em 1802, quando os enviados da dinastia Nguyễn visitaram a China, os leais à dinastia Lê solicitaram que o Imperador Jiaqing os deixasse trazer os restos mortais de Lê Chiêu Thống de volta ao Vietname e o imperador concordou.  O Imperador Jiaqing também libertou todos os seguidores de Lê Chiêu Thống que estavam presos na China para que pudessem retornar ao Vietnã.  Os restos mortais de Lê Chiêu Thống estão enterrados na aldeia de Bàn Thạch, Thanh Hóa, Vietnã.  Ele recebeu postumamente o título de Mẫn Đế (愍帝). Os descendentes modernos da dinastia Lê vivem no sul do Vietname.  

## Cultura, sociedade e ciência

### Vestuário e costumes
Após o fim do Quarto Domínio Chinês no Vietnã, o povo de Đại Việt começou a reconstruir o país. A regulamentação do vestuário do imperador e da burocracia foi aprendida nas dinastias anteriores do Vietnã e da dinastia Ming da China. No final da dinastia Lê, o manto de gola cruzada chamado áo giao lĩnh era popular entre os civis.   Um édito imperial foi emitido pelo Vietname em 1474 proibindo os vietnamitas de adotar línguas, penteados e roupas estrangeiras como as dos Laos, Chams ou dos Ming "nortistas". 

Antes de 1744, as pessoas de Đàng Ngoài (norte) e Đàng Trong (sul) usavam giao lãnh y com thường (uma espécie de saia longa). Tanto homens quanto mulheres tinham cabelos longos e soltos. Em 1744, o Senhor Nguyễn Phúc Khoát de Đàng Trong (Phú Xuân) decretou que tanto homens quanto mulheres em sua corte usassem calças e um vestido com botões na frente. Que os Senhores Nguyễn introduziram áo ngũ thân. Os membros da corte de Đàng Trong (corte do sul) eram assim distinguidos dos cortesãos dos Lordes Trịnh em Đàng Ngoài (Đông Kinh), que usavam áo giao lĩnh com saias longas. A divisão do país entre duas famílias por muito tempo causou algumas diferenças importantes no dialeto e na cultura vietnamita entre os vietnamitas do norte e do sul. 

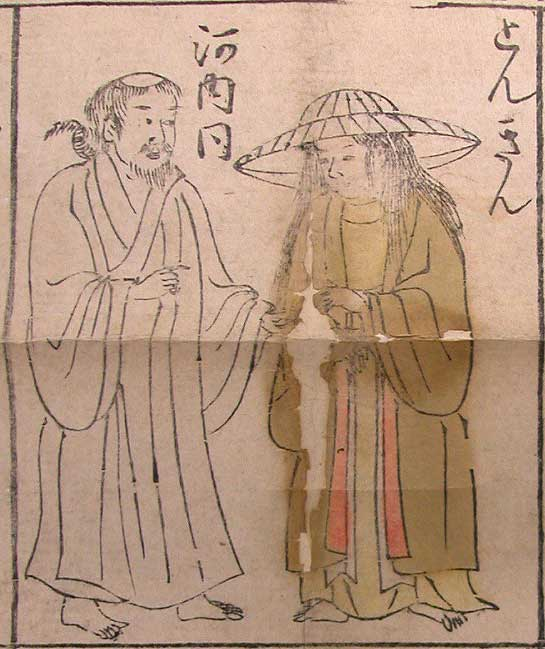
Povo vietnamita em 1645 através de uma pintura japonesa.
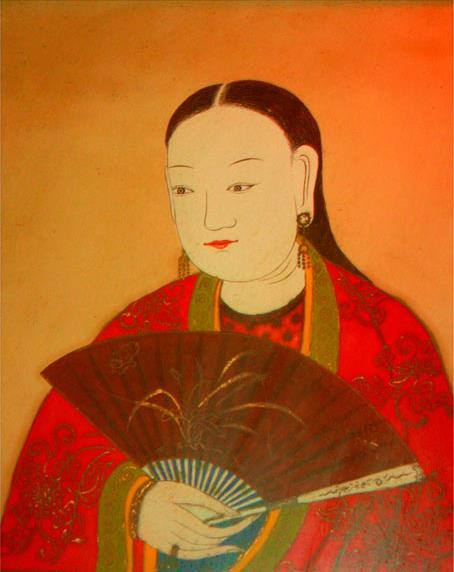
Uma senhora vietnamita no norte do Vietnã, pintura de 1600.
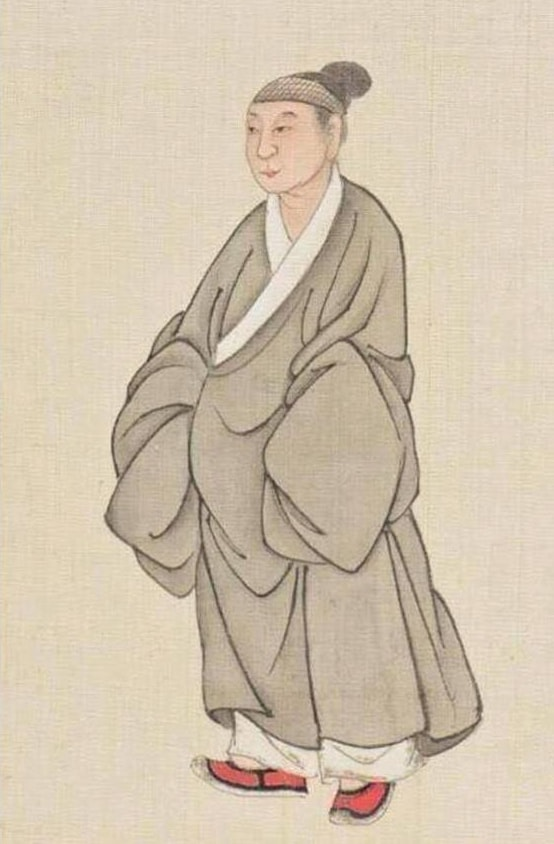
Vietnamita do Sul
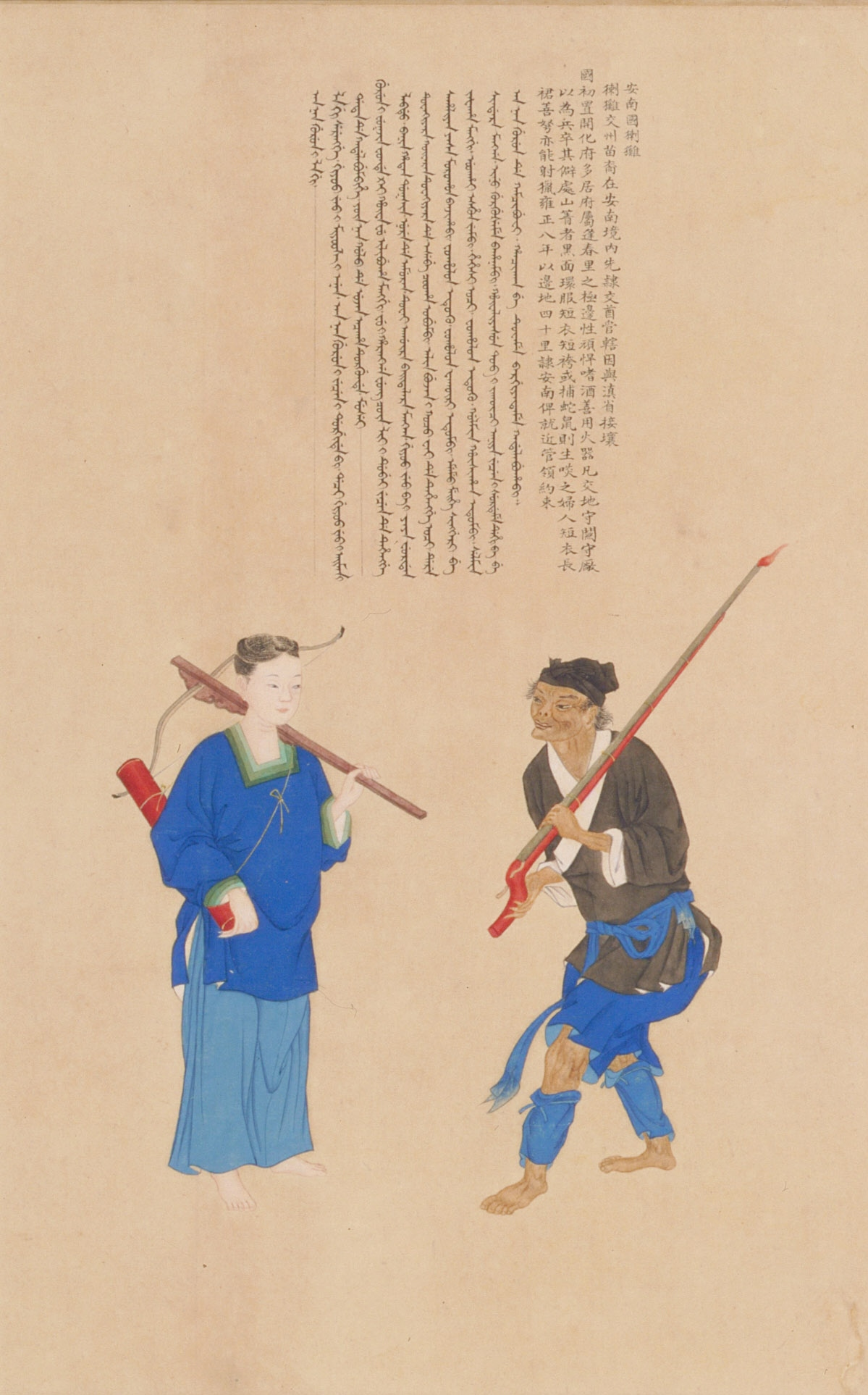
Os caçadores vietnamitas (etnia Hmong) na dinastia Lê
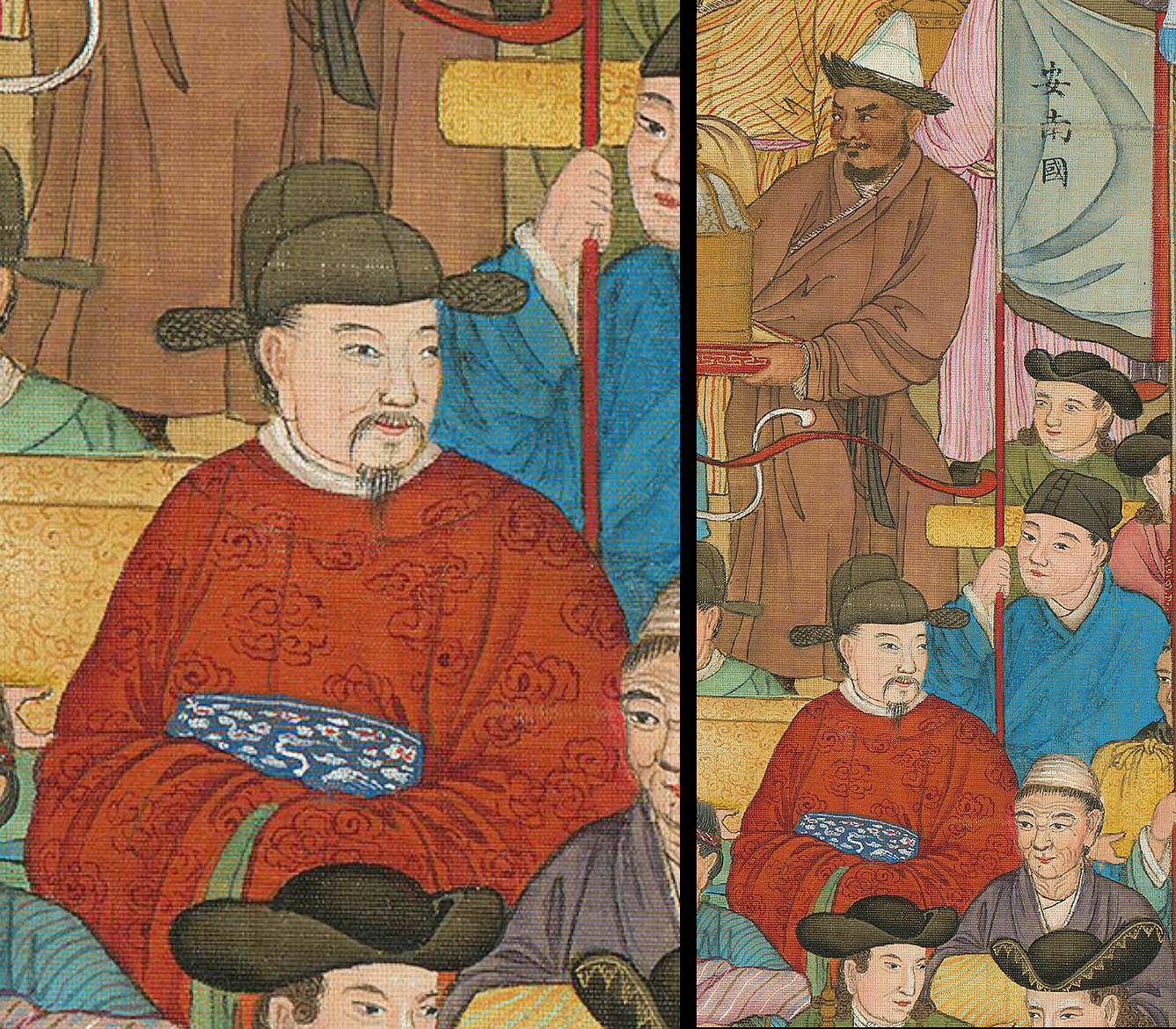
Delegados de Đại Việt sob a dinastia Lê para Qing China na década de 1750.
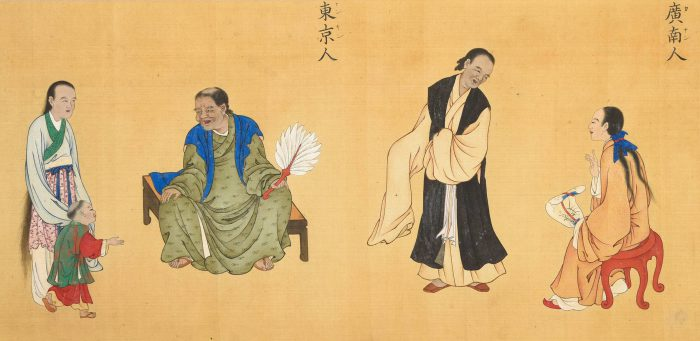
Vietnamitas do Norte (esquerda) e Vietnamitas do Sul (direita) sob a dinastia Lê no século XVII.
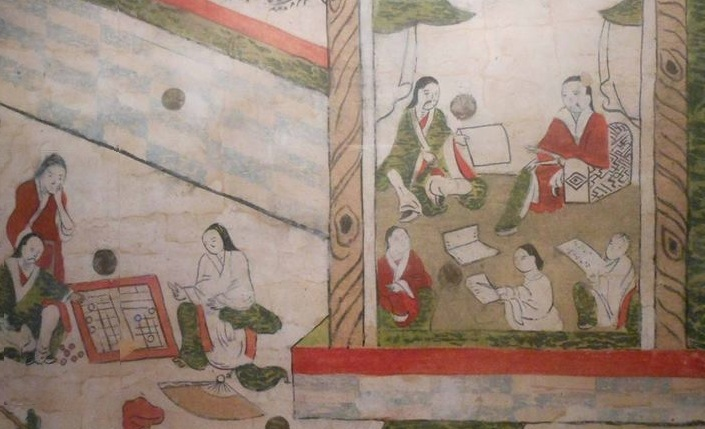
Aula confucionista e jogo de xadrez em Tonkin, c. Século XVIII.
Duas mulheres e uma criança em Hanói, c. século XVIII.
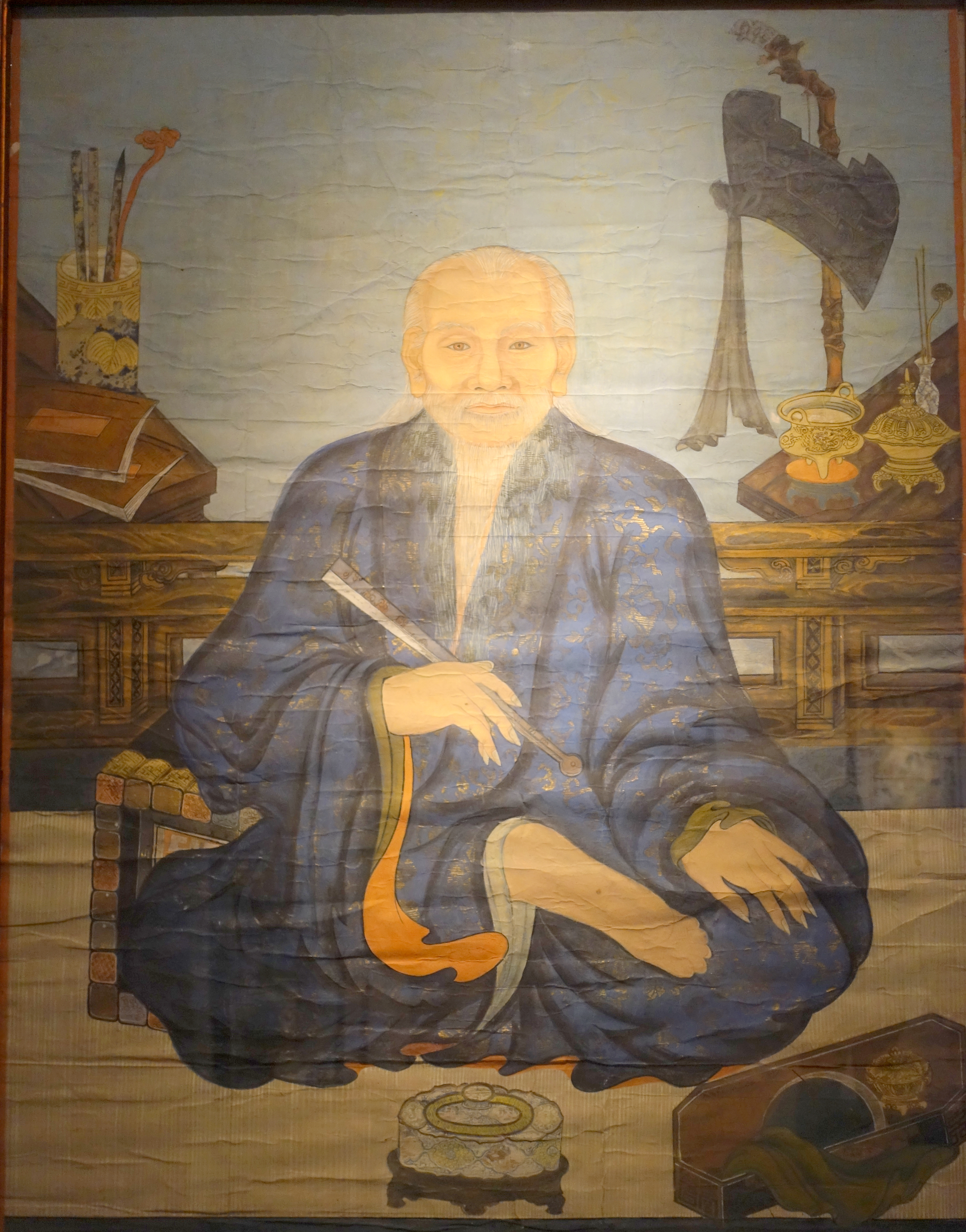
Nguyen Quy Kinh (1693–1766), tutor imperial do príncipe herdeiro.
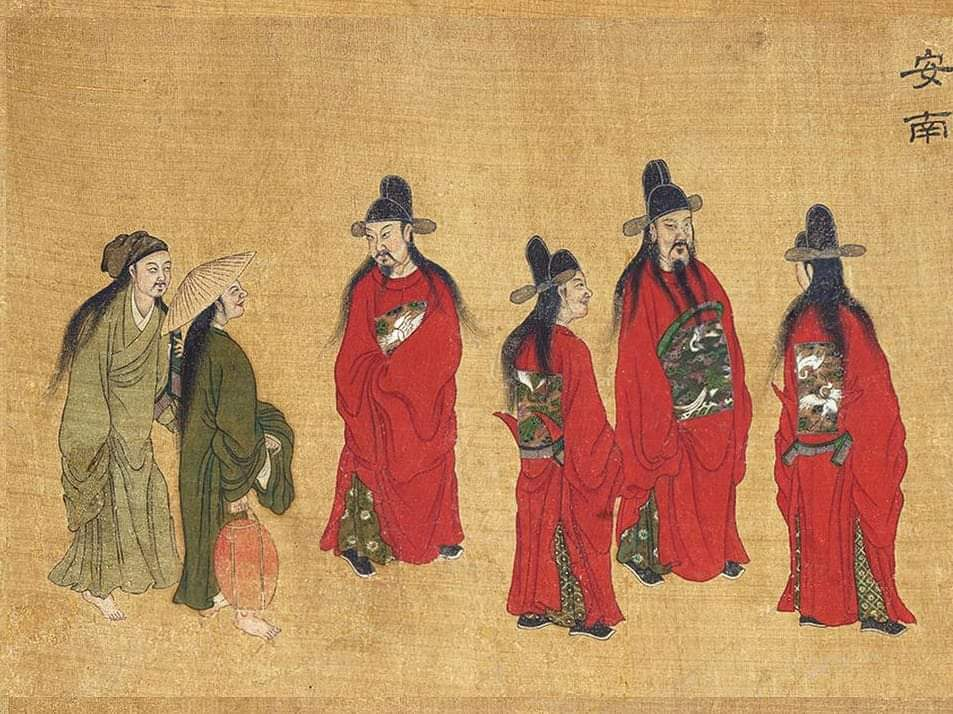
Plebeus e mandarins da dinastia Lê restaurada.
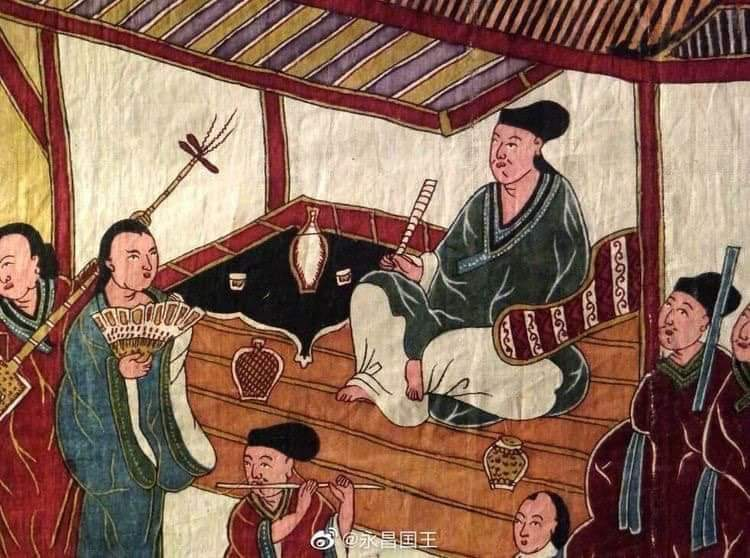
Pinturas de atividades do povo vietnamita na dinastia Lê.
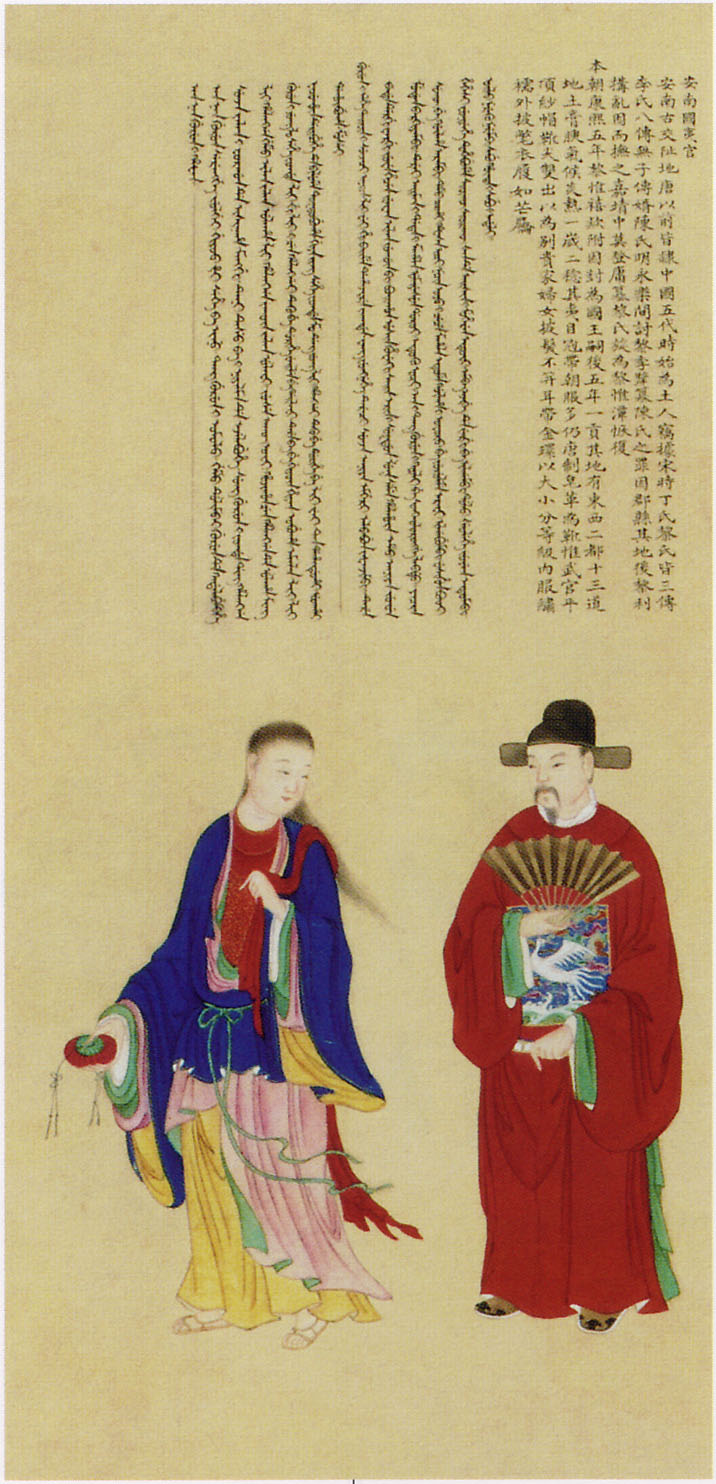
Traje de corte durante o final da dinastia Lê

### Introdução ao Cristianismo
Missionários europeus visitaram o Vietnã ocasionalmente por curtos períodos de tempo, com pouco impacto, a partir do início do século XVI. Khâm định Việt sử Thông giám cương mục registrou o nome do primeiro missionário cristão, Inácio, no primeiro ano do imperador Nguyên Hoà (1533) em Nam Định.  De 1580 a 1586, dois missionários portugueses e franceses, Luis de Fonseca e Grégoire de la Motte, trabalharam na região de Quảng Nam e Quy Nhơn sob o comando do senhor Nguyễn Hoàng. Após o fim da Guerra Lê-Mạc e a restauração da paz em 1593, mais missionários da Espanha, Portugal, França, Itália e Polônia vieram ao Vietnã para espalhar o cristianismo. O mais conhecido dos primeiros missionários foi Alexandre de Rhodes, um jesuíta francês que foi enviado a Hanói em 1627, onde rapidamente aprendeu a língua e começou a pregar em vietnamita. Inicialmente, Rodes foi bem recebido pela corte de Trinh e, segundo consta, ele batizou mais de 6.000 convertidos; no entanto, seu sucesso provavelmente levou à sua expulsão em 1630. Ele é creditado por aperfeiçoar um sistema romanizado de escrita da língua vietnamita (chữ Quốc ngữ), desenvolvido pela primeira vez por Francisco de Pina, que provavelmente foi desenvolvido como um esforço conjunto de vários missionários, incluindo Rhodes. Ele escreveu o primeiro catecismo em vietnamita e publicou um dicionário vietnamita-latim-português; essas obras foram os primeiros livros impressos em chữ Quốc ngữ. Chữ Quốc ngữ foi usado inicialmente apenas por missionários; chữ Hán ou chữ Nôm continuou a ser usado pela corte e pela burocracia. 

### Ciência e filosofia
O período Lê foi a era de florescimento contínuo do pensamento científico vietnamita e dos estudos confucionistas. Nguyễn Trãi foi um oficial Lê do século XV, autor do livro de geografia Dư địa chí, também foi um estudioso neoconfucionista. Lê Quý Đôn foi poeta, enciclopedista e funcionário do governo, autor do livro de geografia Phủ biên tạp lục. Hải Thượng Lãn Ông foi um famoso médico e farmacêutico vietnamita com sua coleção completa de 28 volumes Hải Thượng y tông tâm lĩnh sobre a medicina tradicional vietnamita. A tecnologia de armas de fogo de fecho de mecha também se espalhou do Império Mogol para Đại Việt em 1516 e foi adotada pelo exército Lê na década de 1530. 

### Literatura e artes
O chinês escrito foi a língua de escrita predominante no Vietname durante a dinastia Lê, embora o vietnamita vernáculo escrito usando chữ Nôm tenha se tornado cada vez mais popular no século XVII. :207 Para adaptar a escrita chinesa à língua vietnamita, os ideogramas chineses foram modificados para chữ Nôm.  Durante a dinastia Lê, várias formas de literatura e arte vietnamita floresceram, incluindo poesia, pintura, romances, hát tuồng, chèo, cải lương e ca trù. Muitos escritores escreveram em chữ Hán ou chữ Nôm; por exemplo, O Conto de Kiều de Nguyễn Du, Chinh phụ ngâm de Đoàn Thị Điểm e Cung oán ngâm khúc de Nguyễn Gia Thiều. Até Lê Thánh Tông escreveu tanto em chữ Hán quanto em chữ Nôm. 

As formas de arte daquela época prosperaram e produziram itens de grande valor artístico, apesar das convulsões e guerras. A escultura em madeira foi especialmente desenvolvida e produzia itens que eram usados no dia a dia ou no culto. Muitos desses itens podem ser vistos no Museu Nacional em Hanói.

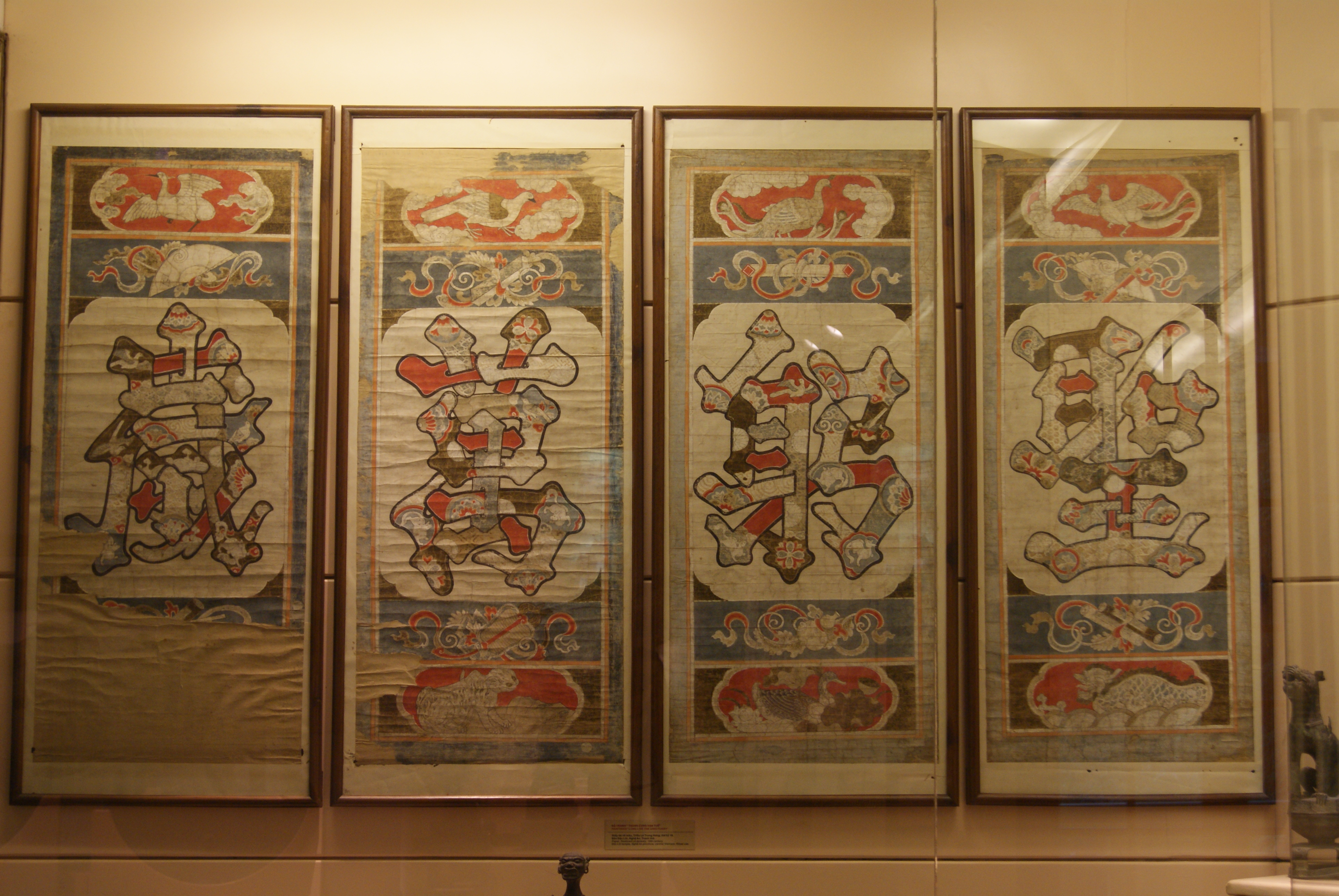
Pinturas em xilogravura "Thánh Cung vạn tuế" ("Viva sua Majestade Imperial") do século XVIII Nghệ An.
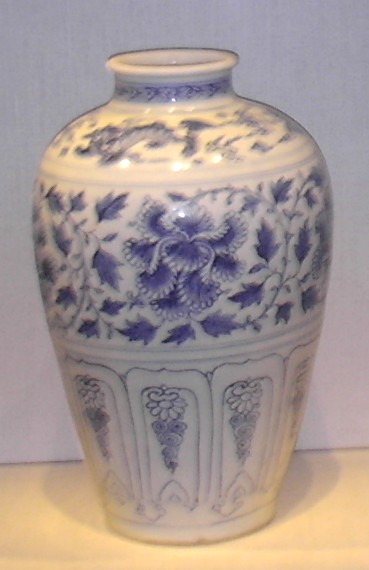
Vaso de cerâmica de grés, século XV
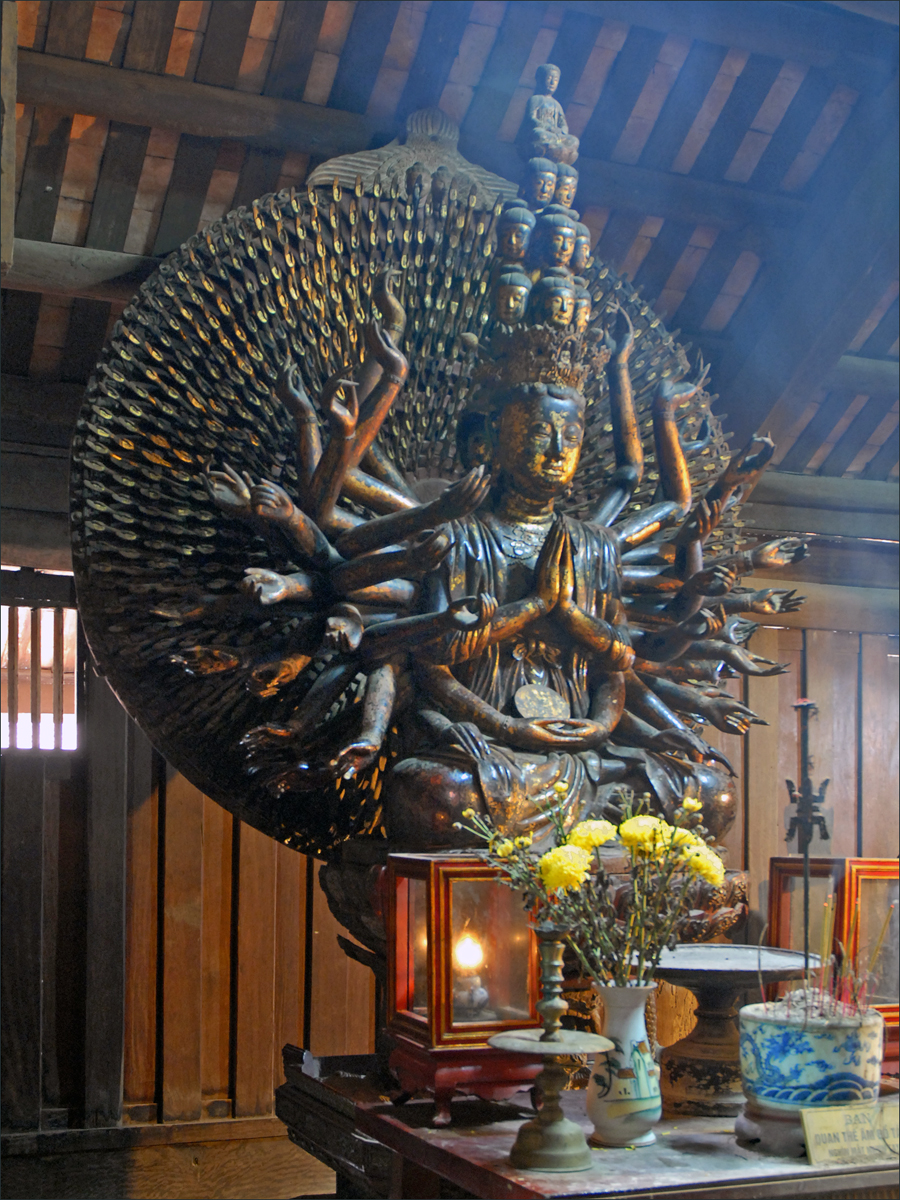
Estátua do Bodhisattva Avalokiteshvara, madeira carmesim e dourada, Dinastia Lê Restaurada, outono do ano Bính Thân (1656), do Templo Bút Tháp na província de Bắc Ninh.
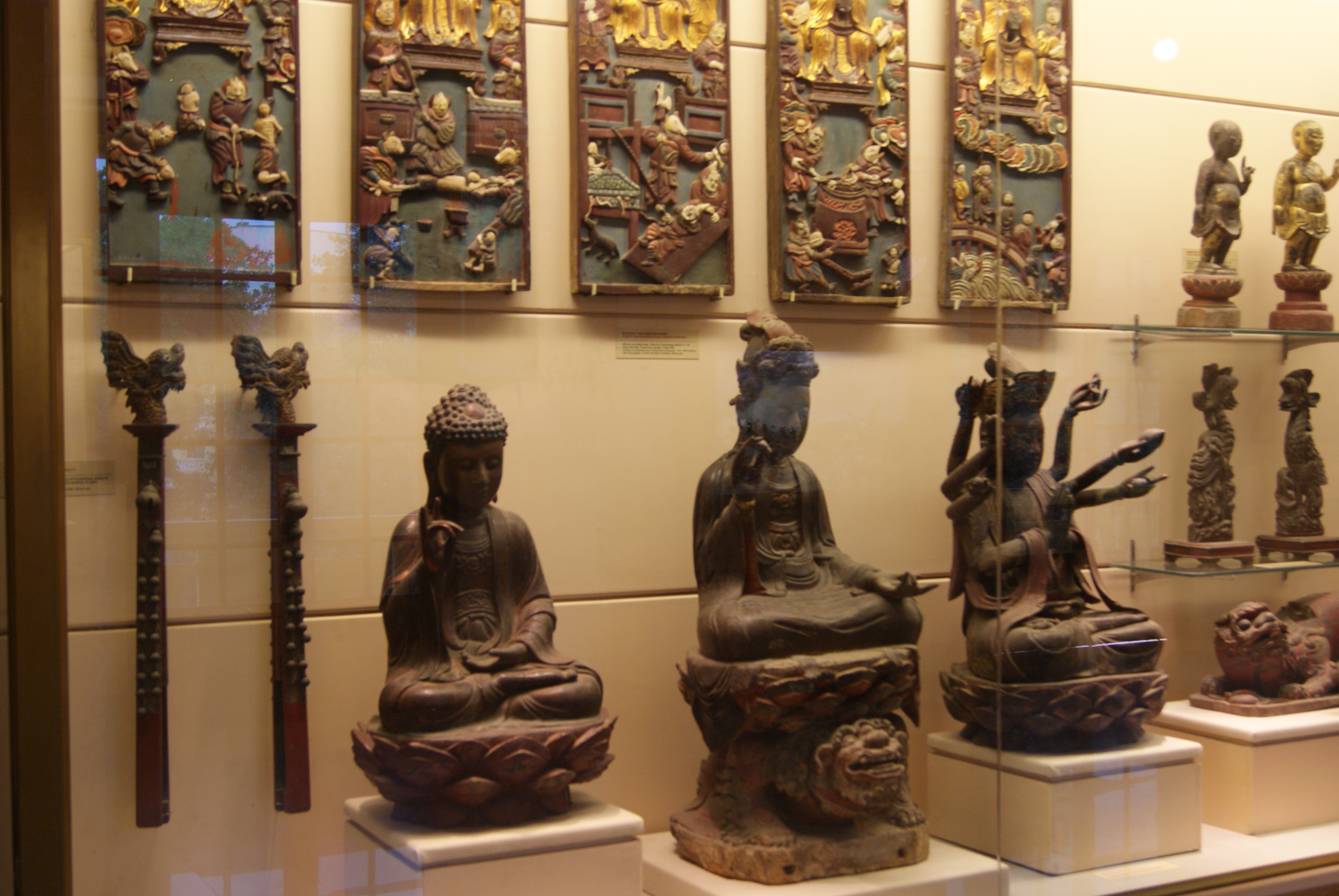
Peças de arte em madeira do século XVII.
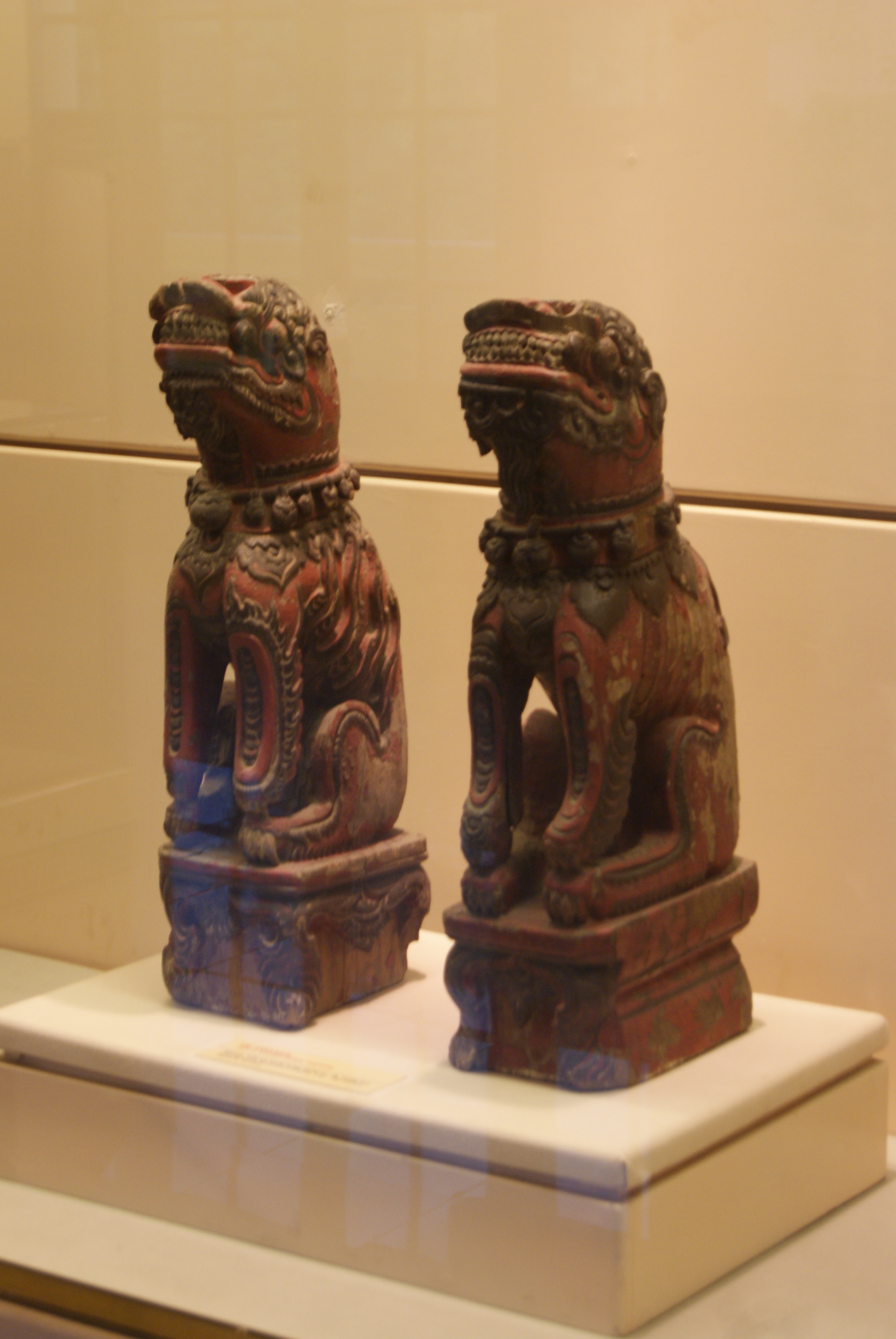
Estatuetas de Nghê (fera mitológica), madeira carmesim e dourada, século XVIII.
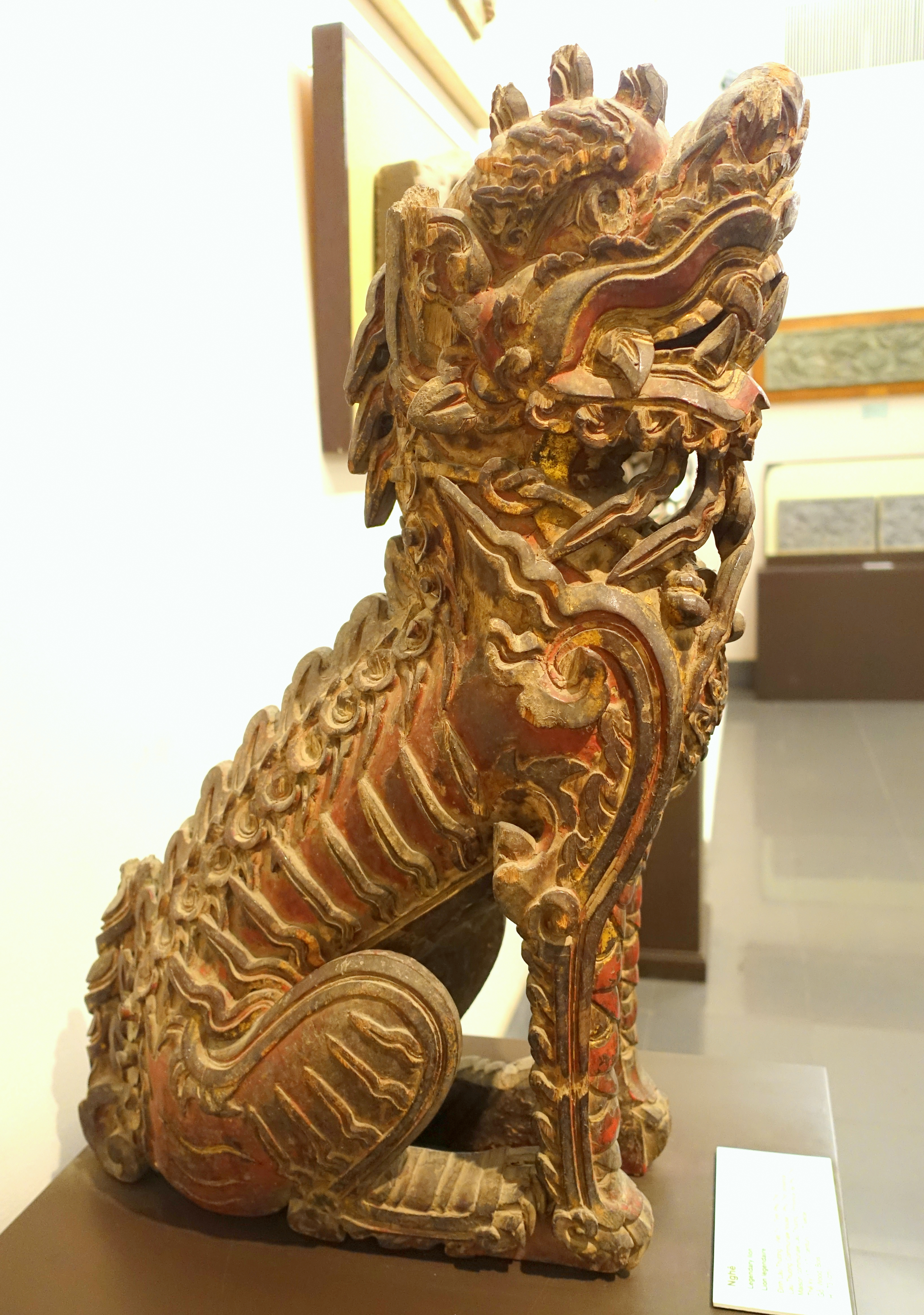
Nghê decora no século XVII.
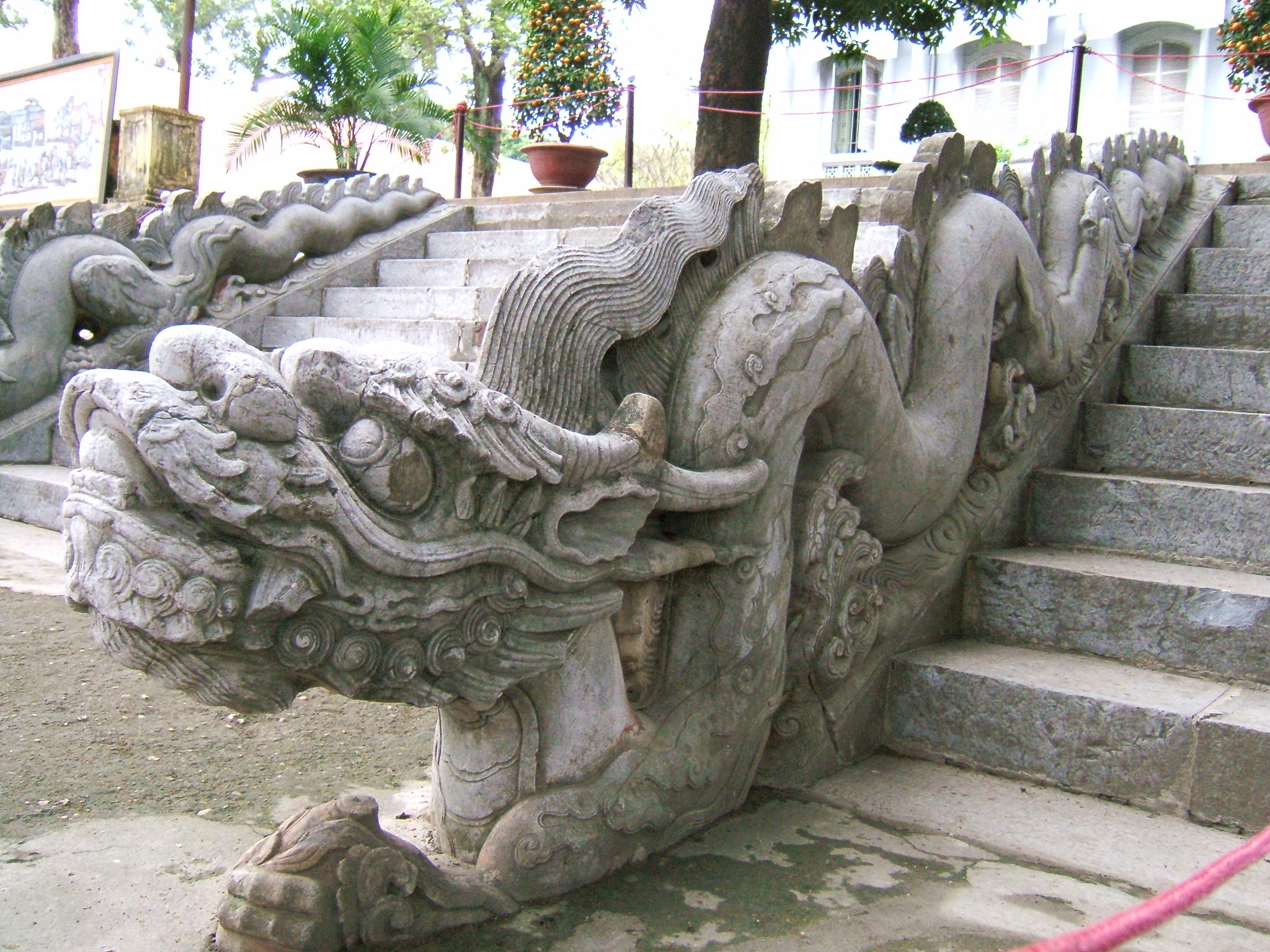
Dragão da dinastia Lê posterior.
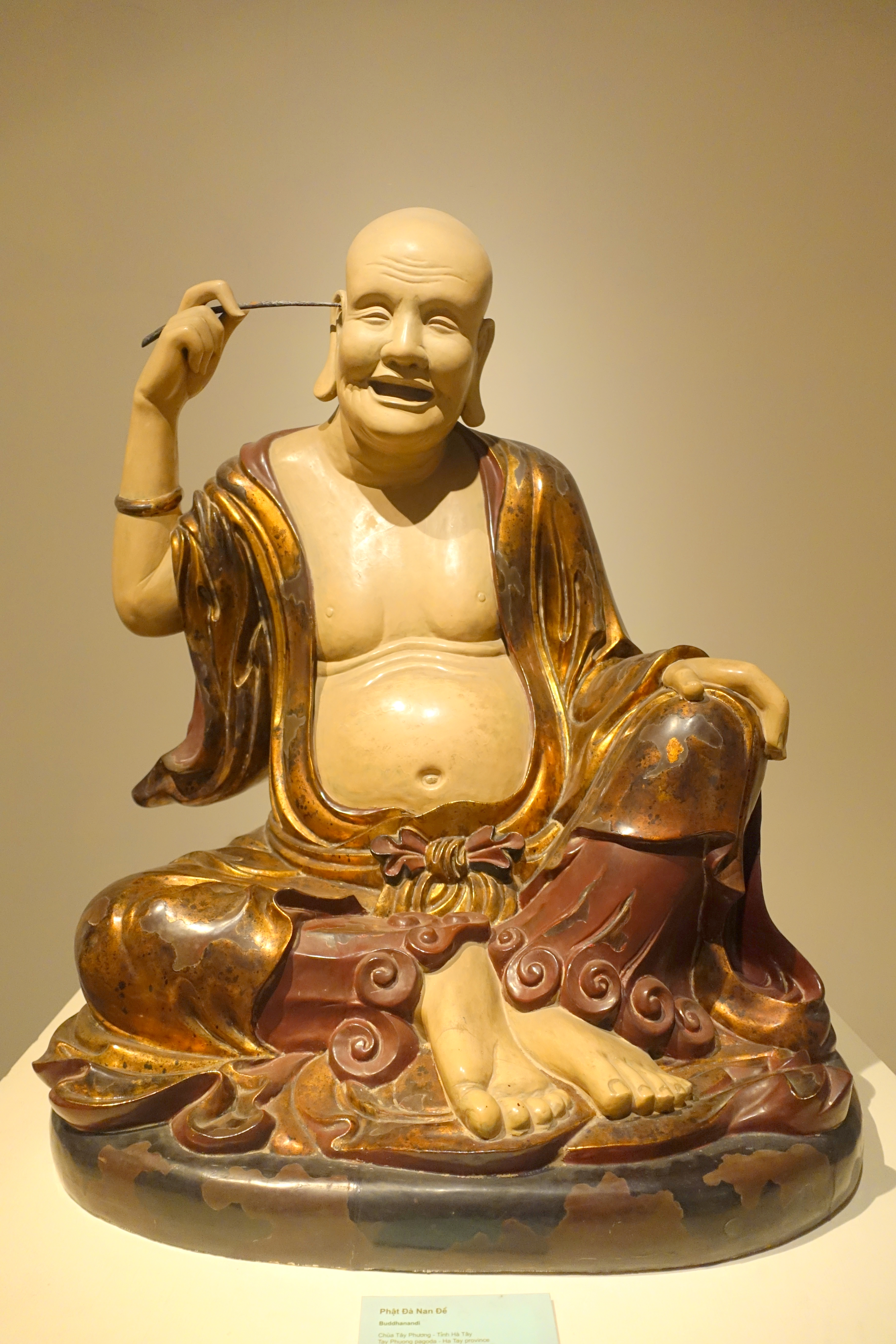
Estátua de Buddhanandi da dinastia Lê.
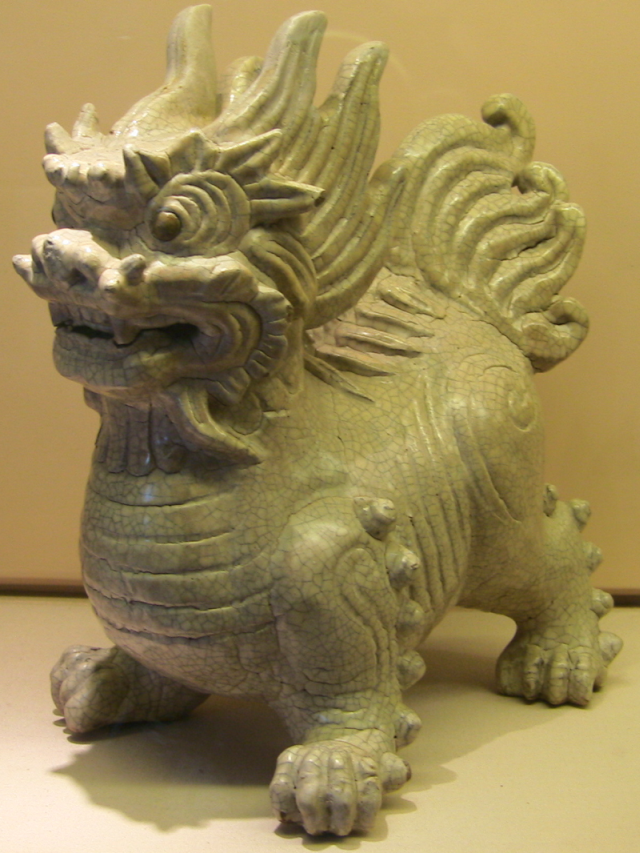
Arbusto de leão de cerâmica, século XVI.
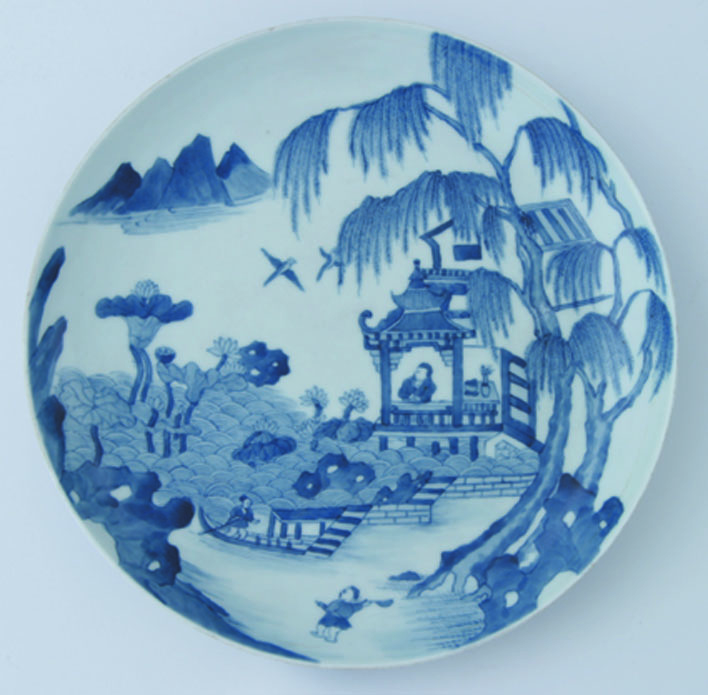
Prato imperial da dinastia Lê.
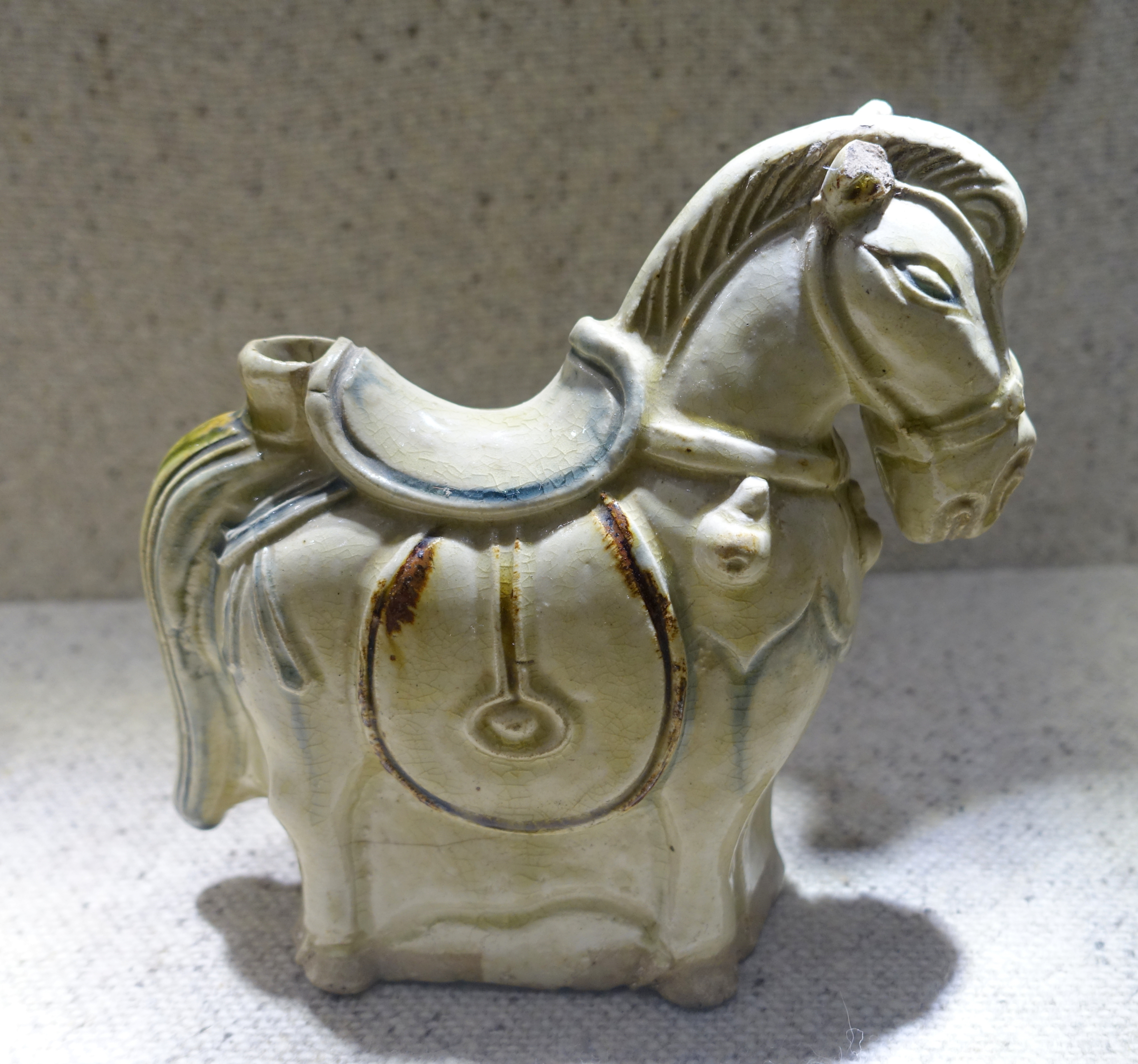
Figura de cavalo, 1720.
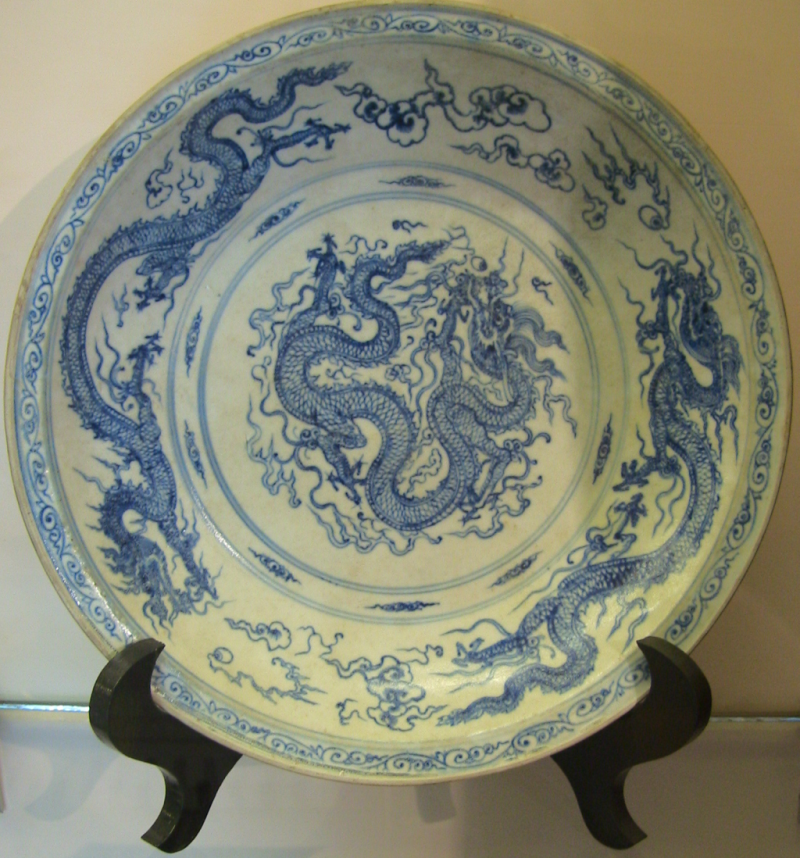
Prato Celadon de Chu Đậu, século XV.
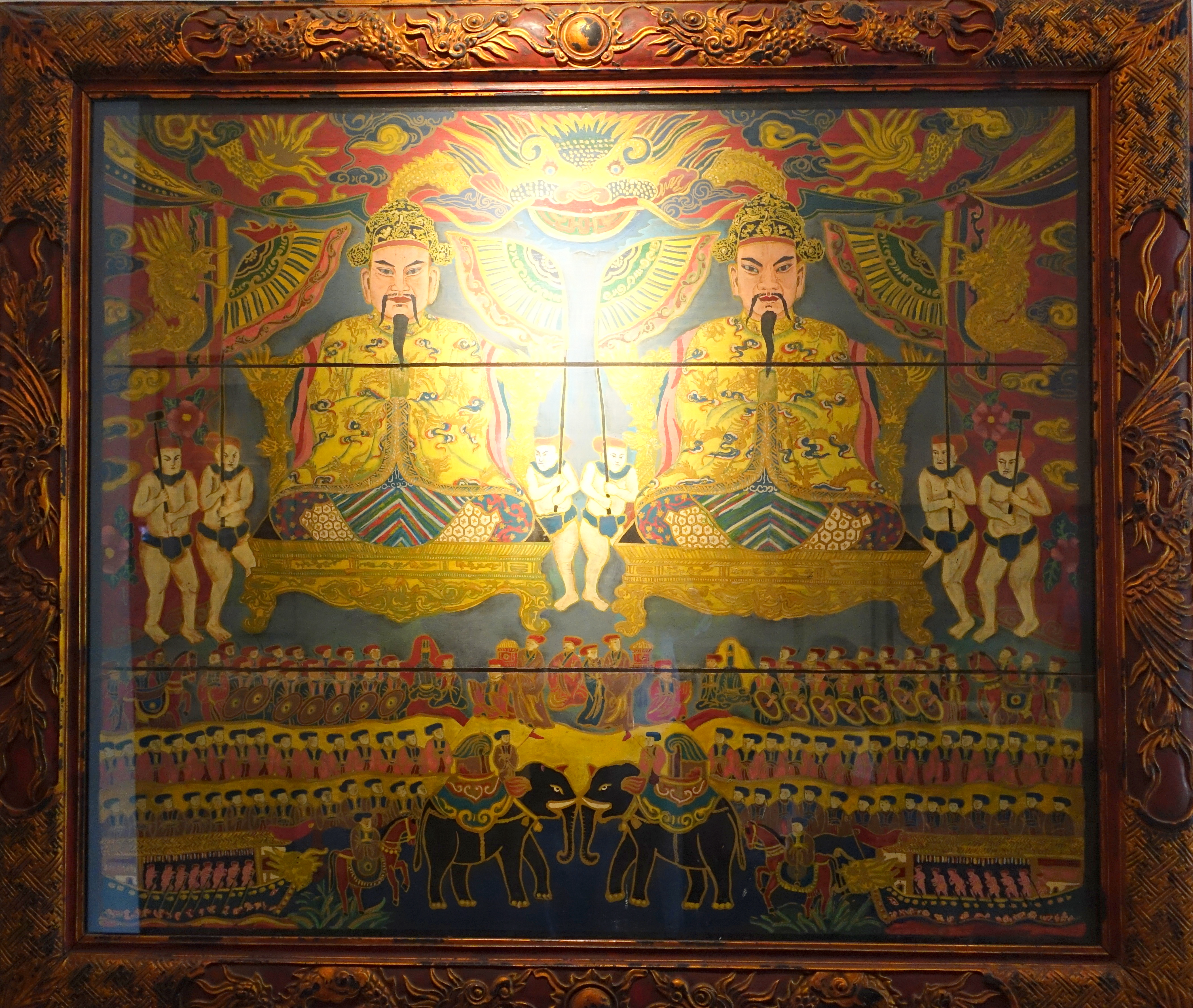
A pintura em madeira laca no templo Vua Rộc, dedicada ao general Đoàn Thượng Công da dinastia Lý no distrito de Kien Xuong, província de Thái Bình, século XVIII DC.
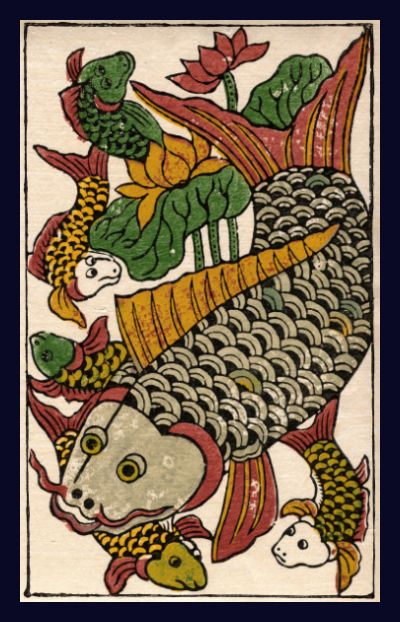
A xilogravura de Đông Hồ do século 17 retrata exposições de Cá chép (Carpa) no Museu Nacional de Belas Artes
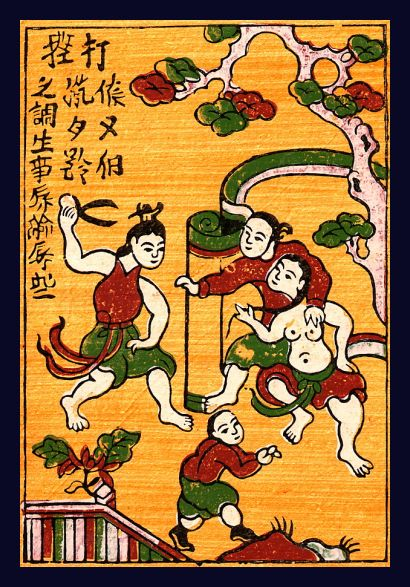
A pintura em xilogravura de Đông Hồ do século 17 retrata "Comentário social: Đánh ghen (luta contra o ciúme)" no Museu Nacional de Belas Artes
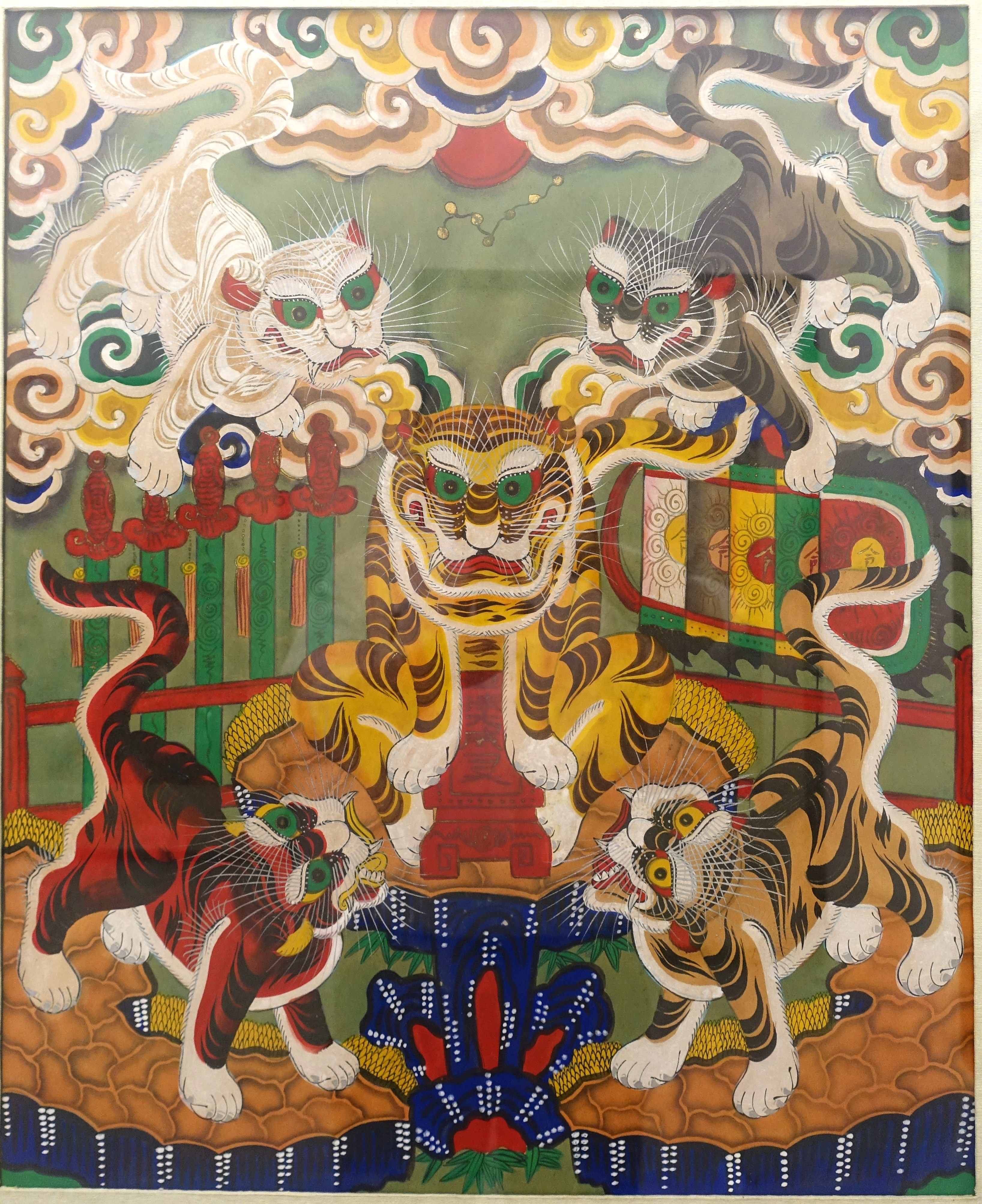
A xilogravura de Hàng Trống do século 17 retrata cinco tigres "Ngũ Hổ" exibidos no Museu Nacional de Belas Artes

## Sistema de educação e exame imperial

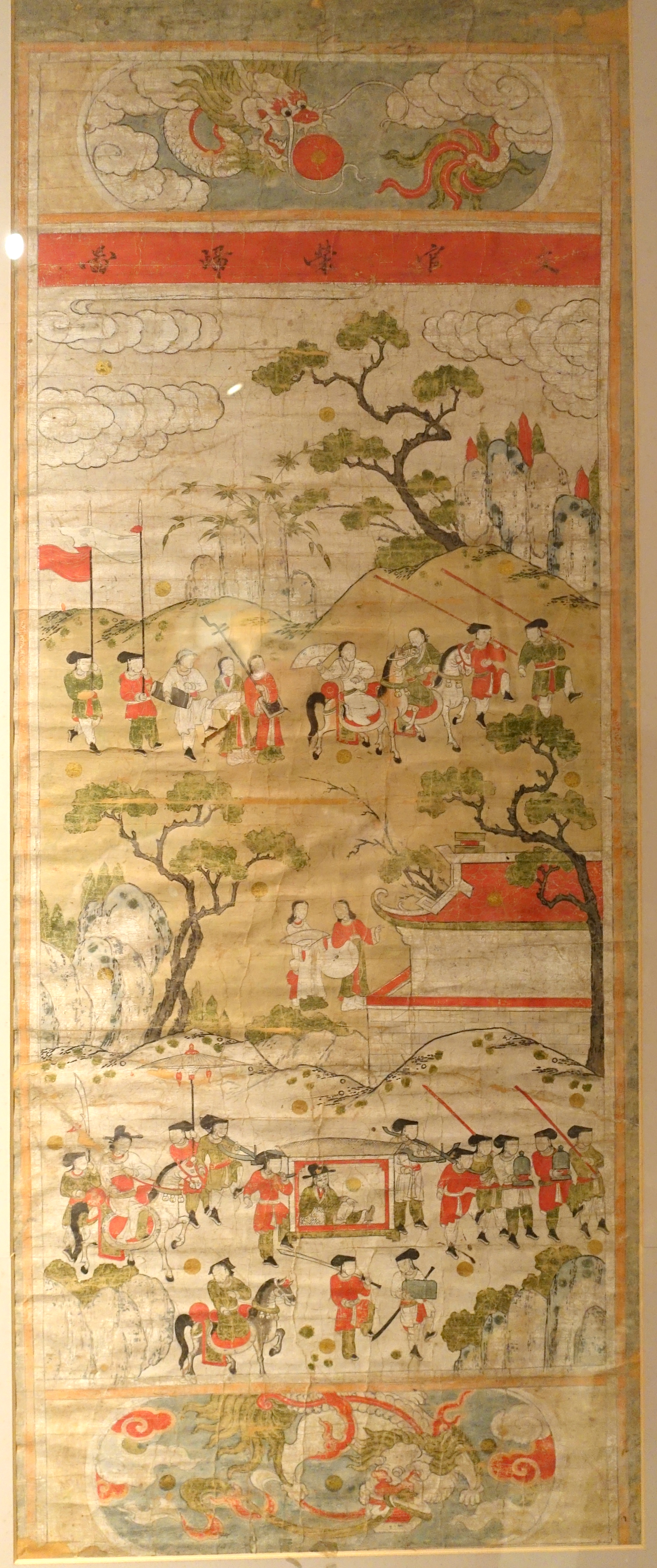
"Văn quan vinh quy đồ (文官榮歸圖)", A pintura da cerimônia de desfile do novo mandarim civil na província de Nghe An, século XVIII

No final de 1426, Lê Lợi realizou um pequeno exame confucionista em Đông Kinh, graduou-se 30 tiến sĩ. A partir de 1431, a corte realizou anualmente exames provinciais e metropolitanos organizados em três sessões. A primeira sessão ocorreu em cada província e consistiu em três perguntas sobre a interpretação do examinado dos Quatro Livros e quatro sobre o corpus dos Clássicos. Todos que passaram na primeira sessão foram chamados de Sinh đồ e Hương cống. A segunda sessão ocorreu na capital um ano depois e consistiu em um ensaio discursivo, uma poesia Tang baseada, cinco julgamentos críticos e um no estilo de um decreto, um anúncio e um memorial. Três dias depois, a terceira sessão foi realizada pelo imperador, consistindo de cinco ensaios sobre os clássicos, historiografia e assuntos contemporâneos. 
A partir de 1486, todos os candidatos a mandarim devem participar da primeira e da segunda sessão para aprovar a cadeia. O sistema de exames de Le refletia o exame imperial dos Ming. 
Durante o período de 1426 a 1527, a dinastia Lê realizou 26 exames imperiais na capital, graduou 989 tiến sĩ e 20 trạng nguyên.  Na década de 1750, o neoconfucionismo estava em declínio, os exames imperiais começaram a ter graduados excedentes, rebaixando a qualidade dos jinshi e mandarins, corrupções, a corte preferia que filhos de famílias nobres fossem mandarins que fizessem o exame, causando assim a queda do sistema de exames confucionista no Vietnã no final do século XVIII até o estabelecimento da dinastia Nguyễn. 
Estudiosos e administradores que se formaram no sistema de exame imperial durante a dinastia Lê incluem Nguyễn Bỉnh Khiêm, Nguyễn Thị Duệ, Phùng Khắc Khoan, Lê Quý Đôn, Lương Thế Vinh e  Nguyễn Đăng Đạo.

## Relações exteriores

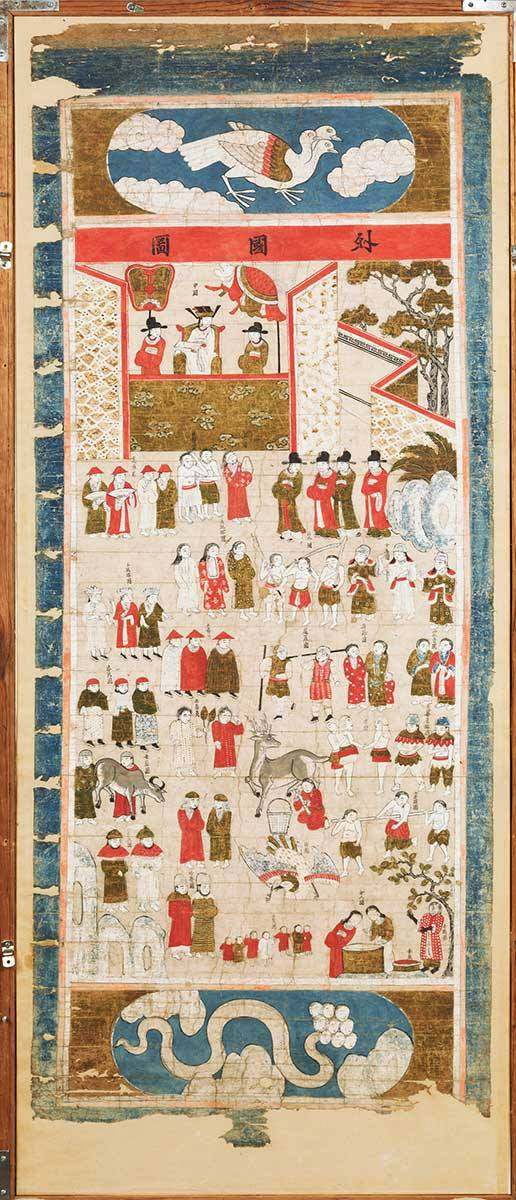
Enviados tributários e dignitários estrangeiros de Champá, Lan Xang, Sião, Mianmar, Demak, Camboja, Lanna, Pérsia e Ryukyu para a corte da dinastia Lê em Thanh Hóa. (pintura do século XVI)

### China
Em 1428, Lê Lợi estabeleceu uma relação tributária com a dinastia Ming em troca do reconhecimento e proteção formal de seu reino. O Imperador Xuande deu a Lê Lợi o título de "An Nam Quốc Vương" (Rei de Annam) e reconheceu a independência e soberania interna vietnamita (que duraria até 1526).     Também fazia parte da relação tributária a responsabilidade dos Ming de fornecer apoio militar externo ao estado de Lê.  O apoio Ming aos Lê contra a revolta de Mạc chegou em 1537.  Após a rendição dos Mạc aos Ming em 1540, a corte Ming revogou cerimonialmente o estatuto da dinastia Mạc como um reino independente e reclassificou-a como um dutongshisi: uma categoria apenas ligeiramente superior à de uma chefia.  Depois de 1540, os Ming receberam tributos tanto da dinastia Lê como da Mạc, uma situação que continuou durante a dinastia Qing.   A partir de 1647, os Ming do Sul reclassificaram Annam como um reino independente, dando a Lê Duy Kỳ o título de "An Nam Quốc Vương" (安南国王) novamente.  Em 1667, o Imperador Kangxi do Império Qing deu o título de An Nam Quốc Vương a Lê Duy Vũ por meio de uma missão diplomática vietnamita bem-sucedida. 

### Europa
A historiografia vietnamita observa que o contato entre o Vietnã e a Santa Sé ou Vaticano foi estabelecido durante o reinado do imperador Lê Thế Tông (1572–1599) por meio de uma carta diplomática em chinês clássico que se encontra em uma biblioteca do Vaticano nos dias modernos. 
O século XVII também foi um período em que missionários e comerciantes europeus se tornaram um fator importante na vida da corte e na política vietnamita. Embora ambos tenham chegado no início do século XVI, nem os comerciantes estrangeiros nem os missionários tiveram muito impacto no Vietnã antes do século XVII. Portugueses, holandeses, ingleses e franceses já haviam estabelecido postos comerciais em Phổ Hiền em 1680. No entanto, os conflitos entre os europeus e a oposição dos vietnamitas tornaram os empreendimentos não lucrativos, e todos os postos de comércio estrangeiro foram fechados por volta de 1800. 

## Desenvolvimento econômico
Antes de 1527, a corte imperial restringia o comércio exterior, principalmente voltado para a agricultura e o comércio no mercado local. O período de 1505 a 1527 foi politicamente instável, o que perturbou a economia. Houve uma série de fomes severas na prefeitura de Hải Dương e na prefeitura de Kinh Bắc (Bắc Ninh, Bắc Giang) que ocorreram de 1517 a 1521 durante o reinado de Lê Tương Dực.  A crise política do século XVI causou danos severos à agricultura do Vietnã e o recrutamento obrigatório foi necessário devido a incessantes campanhas militares; isso foi agravado por desastres naturais, que contribuíram em grande parte para quebras regulares de safras. O número de camponeses sem terra cresceu rapidamente, causando um excedente desproporcional de trabalhadores desempregados no norte do Vietnã. Depois que Mạc Đăng Dung assumiu o poder em 1527, ele procurou restaurar a economia incentivando os camponeses desempregados a irem para a cidade e para as fábricas, desenvolvendo artesanato e manufatura industrial em massa, bem como comércio marítimo. Isto causou uma mudança na economia, de uma economia baseada principalmente na agricultura para o comércio marítimo a partir do Delta do Rio Vermelho, na costa oriental. 
Comerciantes e marinheiros vietnamitas se uniram e construíram navios de médio porte no porto de Hai Mon (hoje Hai Phong) e rapidamente ganharam domínio na rota comercial do Mar da China Meridional, que navegava principalmente do Japão para Malaca para vender seda e cerâmica. Alguns deles acabaram por chegar ao Egipto e à Grécia sob o domínio otomano por volta da década de 1570.  Após a reconquista de Đông Kinh em 1592, a corte de Lê-Trịnh reconheceu os benefícios do comércio exterior e continuou a incentivar o artesanato e a manufatura industrial, abrindo vários portos, como Hoi An e Đông Kinh, para comerciantes estrangeiros. Cerca de 80% da população eram agricultores e camponeses; eles trabalhavam em terras mantidas principalmente por địa chủ (proprietários de terras). A economia foi devastada em algumas regiões do país devido a duas longas guerras civis, no entanto, na maioria das partes do país que não foram afetadas, a paz foi mantida por um longo tempo, o que viu um aumento da urbanização e uma sociedade pré-capitalista no Vietnã por volta do final do século XVI ao século XVIII. 
Em contraste com a superpopulação do Delta do Rio Vermelho, a região de Thuan Hoa e Quang Nam não era tão densa. O povo vietnamita começou a se estabelecer na região conquistada de Cham pelo menos desde o século XV. Depois que Nguyễn Hoàng foi nomeado governador das províncias do sul em 1572, milhões de pessoas migraram para o sul, resultando em novas cidades e portos ao longo do litoral. Durante séculos, a economia da dinastia Nguyễn dependeu principalmente do artesanato e da produção industrial, mas também do comércio internacional.  Até o final do século XVIII, devido a uma epidemia, graves inundações no Delta do Rio Vermelho, a imensa corrupção do governo e a ascensão da rebelião Tây Sơn no sul do Vietnã, que mais tarde se espalhou para todo o país, devastou a maior parte da economia e do comércio internacional, ela desempenhou um papel importante no colapso da dinastia.

### Đông Kinh e a vida urbana

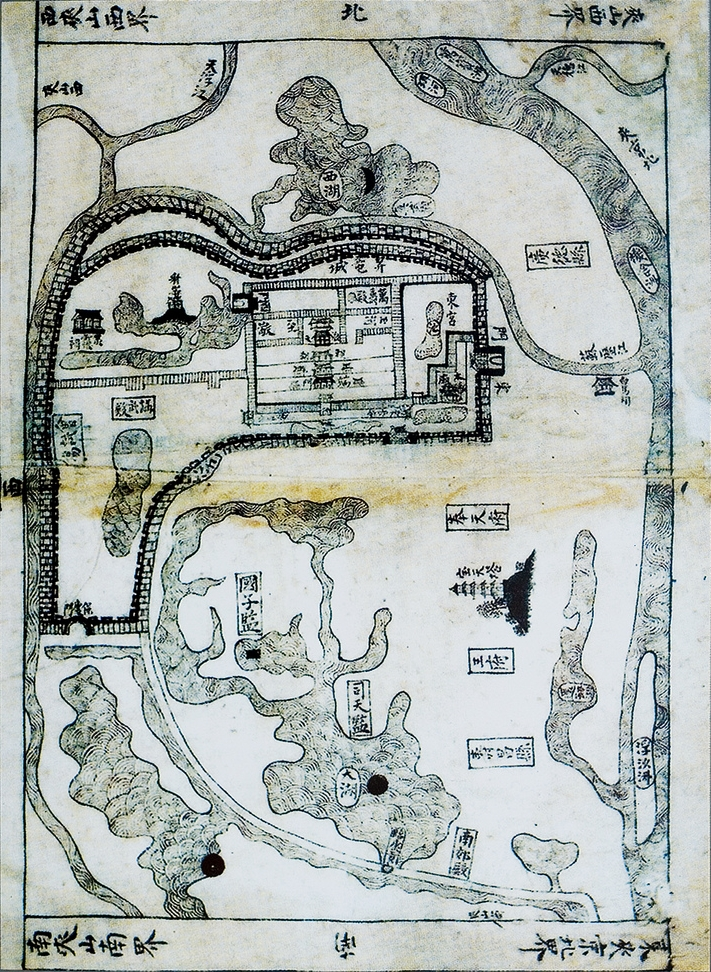
Mapa de Đông Kinh (Hanói) em 1490, desenhado durante o reinado de Hồng Đức (Lê Thánh Tông)

Đông Kinh (atual Hanói) é a capital do Vietnã desde o século XI. Durante a dinastia Lê posterior, foi dividido em 13 distritos e 239 bairros (com 36 bairros principais de negócios e comércio) e comunas.   Desde meados do século XVI, Đông Kinh se tornou o centro de fabricação de seda e cerâmica do Sudeste Asiático. Os comerciantes vietnamitas exportavam para o Império Otomano e o Império Safávida, essas exportações incluem garrafas octogonais tonquinesas com decoração de cobalto sob o esmalte ou pratos com sprays de peônia pintados em cobalto sob o esmalte eram considerados tão bons quanto os produtos chineses.  A cerâmica vietnamita das aldeias de Bát Tràng produziu louças e louças famosas de alta qualidade. Com Tomé Pires observando em 1515 "Eles [os vietnamitas] têm porcelana e cerâmica - algumas delas de grande valor - e estas vão de lá para a China para serem vendidas. Comerciantes chineses e japoneses vieram a Đông Kinh para comprar seda de alta qualidade e seda crua. Além dos tecidos de seda feitos nas aldeias, a maioria deles era produzida em fábricas estatais em Đông Kinh, para a família imperial, nobres e estrangeiros. 
Em 1594, a corte imperial permitiu a presença ocidental na capital e encorajou holandeses, espanhóis e britânicos a abrir portos comerciais. Em 1616, os britânicos estabeleceram uma fábrica em Đông Kinh, mas seus negócios fracassaram devido às pressões da corte Lê, e finalmente se retiraram em 1720.  Durante os séculos XVII e XVIII, os ocidentais comumente usavam o nome Tonkin (de Đông Kinh ) para se referir ao norte do Vietnã, então governado pelos senhores Trịnh (enquanto Cochinchina era usado para se referir ao sul do Vietnã, então governado pelos senhores Nguyễn, e Annam, do nome da antiga província chinesa, era usado para se referir ao Vietnã como um todo). Tonkin foi um importante centro industrial e comercial na Ásia até a década de 1730. 

A prosperidade durante a dinastia Le foi descrita através da urbanização em Tonkin por meio de narrativas ocidentais: 
"... Cachao (Đông Kinh) provavelmente tinha 200.000 casas. O tamanho da cidade era um pouco maior do que algumas das maiores cidades da Europa, mas semelhante em tamanho a outras grandes cidades asiáticas. Fica ao longo do rio Vermelho... há 36 ruas principais pavimentadas com pedras, muitos estrangeiros, como chineses, japoneses, ingleses, mantinham suas empresas, fábricas e lojas aqui... o imperador tem três palácios pequenos, mas magníficos, construídos principalmente com madeira vermelha e tijolos de terracota, cercados por um muro de 15 pés de altura, e seu portão principal nunca abre, exceto quando o imperador quer sair. O senhor Trinh e suas famílias vivem no castelo Ngũ Long de 30 metros de altura, perto do lago Tạ Vọng, que pode ser visto no seu ponto mais alto do rio Vermelho..." 
Em 1612, o exército Joseon encontrou um navio mercante vietnamita de Tonkin naufragado na Ilha de Jeju, que transportava uma grande pilha de tesouros e dinheiro. Os coreanos mataram todos os marinheiros, saquearam os tesouros a bordo e depois relataram falsamente que o navio "era um navio pirata". 
Em 1637, os holandeses estabeleceram com sucesso relações comerciais e diplomáticas com Tonkin e mantiveram sua estação comercial em Đông Kinh até 1700. O lucrativo comércio holandês de "seda vietnamita por prata japonesa" também atraiu ingleses e franceses para Tonkin em 1672 e no início de 1682, respectivamente. Os britânicos importaram seda vietnamita por volta da década de 1670, mas não regularmente. A cidade tinha uma Chinatown, bem como fábricas de propriedade de empresas holandesas e inglesas ao longo do rio Vermelho. 
Entretanto, no último quarto do século XVII, Tonkin não era mais um local de comércio lucrativo. A seda vietnamita não gerava mais lucros consideráveis no Japão e a cerâmica vietnamita mostrou-se invencível nos mercados insulares do Sudeste Asiático. Em Tonkin, as condições comerciais também se deterioraram rapidamente. Posteriormente, desastres naturais devastaram a economia do país e uma onda de fomes sucessivas desencorajou os artesãos locais de produzir bens para exportação. Pior ainda, após a prolongada guerra civil com o reino vietnamita de Quinam (ou Đàng Trong), que terminou em 1672, os governantes tonquineses pareciam estar mais indiferentes ao comércio exterior, pois não precisavam mais urgentemente de um suprimento de armas dos ocidentais. Tendo em mente a sua estratégia a longo prazo, especialmente a perspectiva de abrir relações comerciais com a China, os holandeses ainda queriam manter o seu comércio com Tonkin, apesar do seu actual estado não rentável, percebendo que seria extremamente difícil restabelecer a relação com Tonkin depois de deixarem o país.  Apesar da persistência holandesa, a relação entre a VOC e Tonkin deteriorou-se rapidamente durante as duas últimas décadas do século XVII, especialmente depois de Chúa (senhor) Trịnh Căn (r. 1682–1709) ter assumido o trono. 

### Hội An

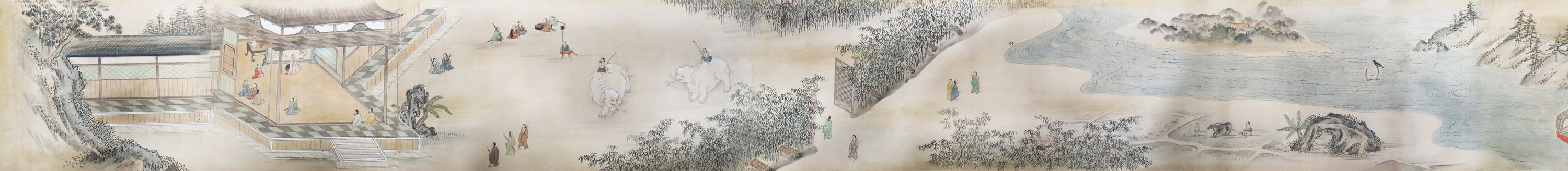
Comerciante japonês presta homenagem aos senhores Nguyễn em mansão particular em Phú Xuân, final do século XVII

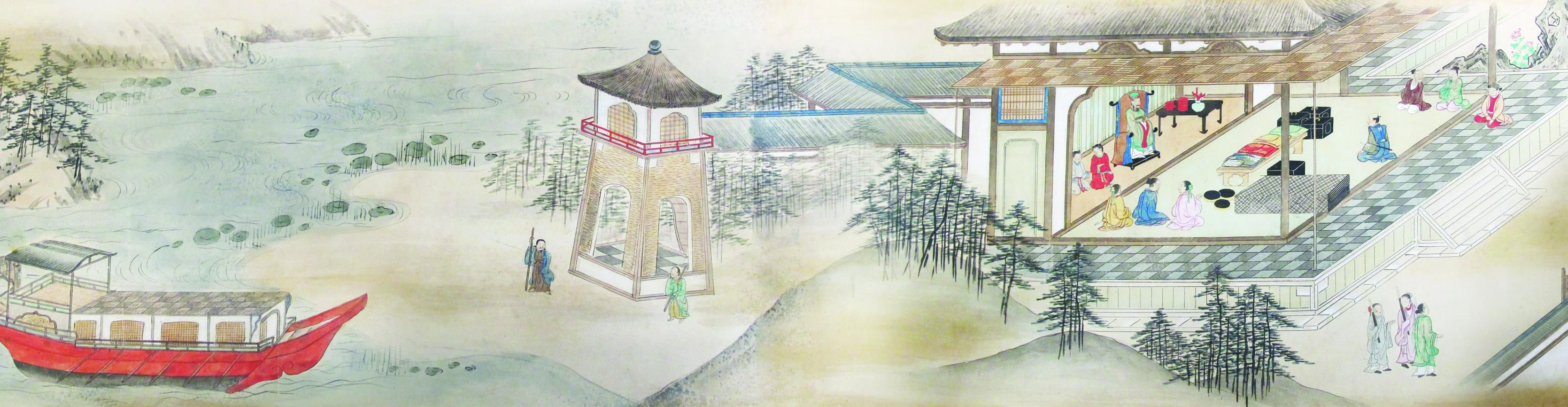
Comerciante japonês presta homenagem ao príncipe Nguyễn Phúc Nguyên na casa do governador de Quang Nam em Hội An, final do século XVII

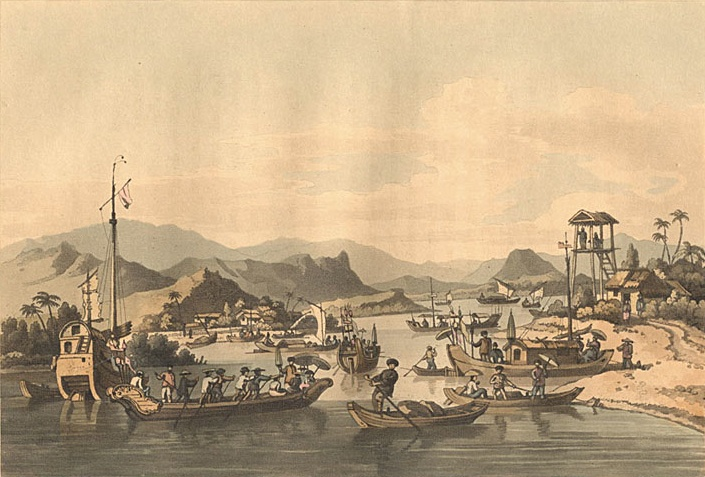
Porto de Hội An no século XVIII

A área do rio Quảng Nam fazia originalmente parte de Champa, mas foi anexada por Đại Việt pelo imperador Thánh Tông. Foi aberto para comerciantes estrangeiros para comércio e assentamento. Em 1535, o explorador e capitão de mar português António de Faria, vindo de Da Nang, tentou estabelecer um importante centro comercial na vila portuária de Faifo.  Hội An foi fundada como um porto comercial pelo Nguyễn Lord Nguyễn Hoàng em 1570. Os senhores Nguyễn estavam muito mais interessados em atividades comerciais do que os senhores Trịnh que governavam o norte. Como resultado, Hội An floresceu como um porto comercial e se tornou o porto comercial mais importante no Mar do Vietnã Oriental. O capitão William Adams, o marinheiro inglês e confidente de Tokugawa Ieyasu, é conhecido por ter feito uma missão comercial a Hội An em 1617 em um navio Red Seal.  Os primeiros jesuítas portugueses também tinham uma das suas duas residências em Hội An.  Em 1640, o senhor Nguyễn Nguyễn Phúc Lan ordenou o fechamento de todas as lojas e fábricas holandesas em Hội An, proibindo os holandeses de negociar em Cochinchina, pois suspeitava que a Companhia Holandesa das Índias Orientais estava se aliando aos senhores Trịnh ao norte.  Acredita-se que no século XVII, o missionário jesuíta polonês Wojciech Męciński visitou Hội An. 
No século XVIII, Hội An era considerada pelos comerciantes chineses e japoneses o melhor destino para comércio em todo o Sudeste Asiático, até mesmo na Ásia. As atividades comerciais e a produção artesanal foram transferidas de Tonkin para Hội An.  A cidade também ganhou destaque como um canal comercial poderoso e exclusivo entre Europa, China, Índia e Japão, especialmente para a indústria cerâmica. Descobertas de naufrágios mostraram que cerâmicas vietnamitas e asiáticas foram transportadas de Hội An até o Sinai, no Egito. 
A importância de Hội An diminuiu drasticamente no final do século XVIII devido ao colapso do governo Nguyễn (devido à Rebelião de Tây Sơn). Então, com o triunfo do Imperador Gia Long, ele retribuiu a ajuda dos franceses, dando-lhes direitos comerciais exclusivos para a cidade portuária vizinha de Đà Nẵng. Đà Nẵng se tornou o novo centro de comércio (e mais tarde de influência francesa) no centro do Vietnã, enquanto Hội An se tornou um lugar esquecido. Historiadores locais também dizem que Hội An perdeu seu status de porto comercial desejável devido ao assoreamento da foz do rio. O resultado foi que Hội An permaneceu quase intocada pelas mudanças no Vietnã ao longo dos 200 anos seguintes.

### Gia Định

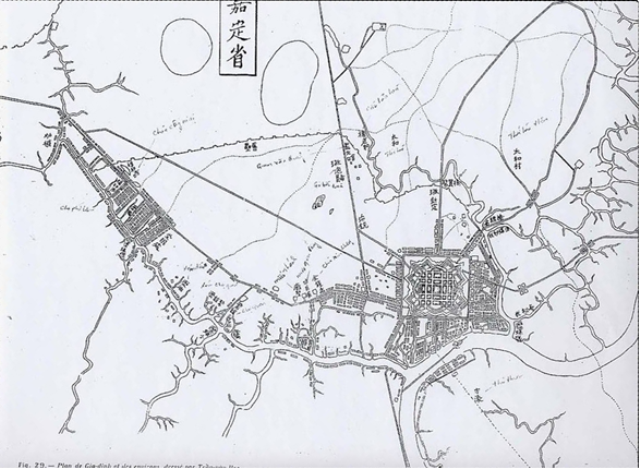
Mapa de Gia Định em 1790

A partir do início do século XVII, a colonização da área por colonos vietnamitas gradualmente isolou os Khmer do Delta do Mekong de seus irmãos no Camboja, o que fez com que eles se tornassem uma minoria no delta. Em 1623, o rei Chey Chettha II do Camboja (1618–1628) permitiu que refugiados vietnamitas que fugiam da guerra civil Trịnh–Nguyễn no Vietname se estabelecessem na área de Prey Nokor e instalassem uma alfândega lá.  Ondas crescentes de colonos vietnamitas, que o reino cambojano não conseguiu impedir porque estava enfraquecido pela guerra com a Tailândia, lentamente vietnamizaram a área. Com o tempo, Prey Nokor ficou conhecida como Saigon. Prey Nokor era o porto comercial mais importante para os Khmers. A perda da cidade e do resto do Delta do Mekong cortou o acesso do Camboja ao Mar do Leste. Posteriormente, o único acesso marítimo restante dos Khmers era o Golfo da Tailândia, no sudoeste (ou seja, Kampong Saom e Kep).
Em 1698, Nguyễn Hữu Cảnh, um nobre e explorador vietnamita, foi enviado pelos governantes Nguyễn de Huế de navio  para estabelecer instituições administrativas vietnamitas na área, separando assim a área do Camboja, que não era forte o suficiente para intervir. Ele é frequentemente creditado pela expansão de Saigon para um assentamento significativo dos povos Kinh e Hoa. Uma grande cidadela Vauban chamada Gia Định foi construída  por Victor Olivier de Puymanel, um dos mercenários franceses de Nguyễn Ánh. A cidadela foi posteriormente destruída pelos franceses após a Batalha de Kỳ Hòa (ver Cidadela de Saigon). Inicialmente chamada de Gia Dinh, a cidade vietnamita se tornou Saigon no século XVIII. Na época, a população de Gia Định era de cerca de 200.000 pessoas com 35.000 famílias. 

## Imperadores

### Imperadores do Período Inicial (Lê Sơ) de 1428 a 1527
|                  | Nome de templo                   | Nome póstumo | Nome pessoal            | Linhagem                                         | Reinado        | Nome de era                                               | Mausoléu                        | Events |
| ---------------- | -------------------------------- | --- | ----------------------- | ------------------------------------------------ | -------------- | --------------------------------------------------------- | ------------------------------- | --- |
| Statue of Lê Lợi | Thái Tổ (太祖)                   | Thống Thiên Khải Vận Thánh Đức Thần Công Duệ Văn Anh Vũ Khoan Minh Dũng Trí Hoàng Nghĩa Chí Minh Đại Hiếu Cao Hoàng đế (統天啟運聖德神功睿文英武寬明勇智弘義至明大孝高皇帝) | Lê Lợi (黎利)           | Filho de Lê Khoáng, Chefe do Circuito Lam Sơn.   | 1429–1433      | Thuận Thiên (順天)                                        | Mausoléu de Vĩnh Lăng, Lam Kinh | Fundador da Dinastia Lê Posterior. Rebelou-se contra o governo Ming em 1418. Entronizado como Imperador de Đại Việt em 1428. Reconquistou Cao Bằng, Thái Nguyên e Lai Châu dos chefes locais. |
| Dynastic coin    | Thái Tông (太宗)                 | Kế Thiên Thể Đạo Hiển Đức Thánh Công Khâm Minh Văn Tư Anh Duệ Triết Chiêu Hiến Kiến Trung Văn Hoàng đế (繼天體道顯德功欽明文思英睿仁哲昭憲建中文皇帝)                       | Lê Nguyên Long (黎元龍) | Filho do Imperador Thái Tổ                       | 1433–42 (2)    | Thiệu Bình (紹平 1434 – 1439), Đại Bảo (大寶 1440 – 1442) | Hựu Lăng, Lam Kinh              | Campanhas contra Lan Xang (1437-1441). Morreu misteriosamente enquanto visitava o jardim de lichias (Lệ Chi Viên) de Nguyễn Trãi com a amante de Trãi, Nguyễn Thị Lộ, resultando na acusação e morte de Nguyễn Trãi (Mistério de Lệ Chi Viên). |
| Dynastic coin    | Nhân Tông (仁宗)                 | Khâm Văn Nhân Hiếu Tuyên Minh Thông Duệ Tuyên Hoàng đế (欽文仁孝宣明聰睿宣皇帝)                                                                                             | Lê Bang Cơ (黎邦基)     | Filho do Imperador Thái Tông                     | 1442–1459 (3)  | Thái Hòa (太和 1443 – 1453), Diên Ninh (延寧 1454 – 1459) | Mục Lăng                        | A Imperatriz Tuyên Từ governou como regente e foi governante de facto de 1444 a 1454. Guerra com Champa em 1446. Tanto a Imperatriz Regente quanto Nhân Tông foram assassinados pelo Duque Lê Nghi Dân. |
|                  | Lê Nghi Dân (黎宜民)             | Thiên Hưng Đế (天興帝) |                         | Filho do Imperador Thái Tông                     | 1459-1460      | Thiên Hưng (天興 1459-1460)                               |                                 | Deposto e morto pelos ministros. |
|                  | Thánh Tông (聖宗)                | Sùng Thiên Quảng Vận Cao Minh Quang Chính Chí Đức Đại Công Thánh Văn Thần Vũ Đạt Hiếu Thuần Hoàng đế (崇天廣運高明光正至德大功聖文神武達孝淳皇帝)                           | Lê Tư Thành (黎思誠)    | Filho do Imperador Thái Tông                     | 1460–97 (4)    | Quang Thuận (光順 1460–1469), Hồng Đức (洪德 1470–1497)   | Chiêu Lăng                      | Conquistou Champa e capturou sua capital Vijaya (Champa) em 1471. Guerras vitoriosas com Muang Phuan e Lan Xang (1478-1480). Grandes reformas administrativas, educativas, económicas e jurídicas. A era Hồng Đức foi vista como o ápice da Casa de Lê. |
| Dynastic coins   | Hiến Tông (憲宗)                 | Thể Thiên Ngưng Đạo Mậu Đức Chí Nhân Chiêu Văn Thiệu Vũ Tuyên Triết Khâm Thành Chương Hiếu Duệ Hoàng Đế (體天凝道懋德至仁昭文紹武宣哲欽聖彰孝睿皇帝)                        | Lê Tranh                | Filho do Imperador Thánh Tông                    | 1497–1504 (5)  | Cảnh Thống (景統)                                         | Dụ Lăng                         | Manteve as obras da era Hồng Đức |
|                  | Túc Tông (肅宗)                  | Chiêu Nghĩa Hiển Nhân Ôn Cung Uyên Mặc Hiếu Doãn Cung Khâm Hoàng đế (昭義顯仁溫恭淵默惇孝允恭欽皇帝)                                                                        | Lê Thuần (黎㵮)         | Filho do Imperador Hiến Tông                     | 1504–1505 (6)  | Tự Hoàng (嗣皇)                                           | Kính Lăng                       | Reinou por seis meses (julho de 1504 - janeiro de 1505) antes de morrer de doença |
| Dynastic coins   | Lê Uy Mục                        | Mẫn Lệ công (愍厲公) | Lê Tuấn (黎濬)          | Filho do Imperador Hiến Tông                     | 1504–1509 (7)  | Đoan Khánh (端慶)                                         | An Lăng                         | Governo profundamente impopular. Rotulado pela dinastia Ming como o Rei do Mal/Quỷ vương (鬼王) |
| Dynastic coins   | Lê Tương Dực                     | Linh Ẩn vương (靈隱王) | Lê Oanh (黎瀠)          | Filho do Príncipe Lê Tân do Imperador Thánh Tông | 1509–1516 (8)  | Hồng Thuận (洪順)                                         | Nguyên Lăng                     | Reformas políticas e educacionais. Governo tardio marcado por várias rebeliões (Trần Tuân, 1511; Trần Cảo, 1516) e crises políticas. Assassinado pelo general Trịnh Duy Sản. |
|                  | - Lê Quang Trị - Lê Bảng - Lê Do | |                         | Descendentes de Lê Thái Tông                     | 1516 1518-1519 |                                                           |                                 | Lê Quang Trị foi empossado em meio a uma disputa política, manteve o trono por apenas três dias em maio de 1516 e foi morto pelo general Trịnh Duy Đại. De setembro de 1518 a março de 1519, Lê Bảng foi empossado e morto pelo senhor da guerra Trịnh Tuy. Lê Do foi empossado por Trịnh Tuy, ele foi morto pelas forças de Chiêu Tông-Mặc Đăng Dung em julho de 1519. |
| Dynastic coins   | Chiêu Tông (昭宗)                | Thần Hoàng đế (神皇帝) | Lê Y (黎椅)             | Filho de Lê Sùng, irmão do Imperador Tương Dực   | 1517–1522 (9)  | Quang Thiệu (光紹)                                        | Vĩnh Hưng Lăng                  | Governo atormentado pela guerra civil. Assassinado por Mạc Đăng Dung em 1525 |
| Lê Cung Hoàng    | Cung Hoàng (恭皇)                | Cung Hoàng đế (恭皇帝) | Lê Xuân (黎椿)          | Filho de Lê Sùng, irmão do Imperador Tương Dực   | 1522–1527 (10) | Thống Nguyên (統元)                                       | Hoa Dương lăng                  | Apoiado por Mạc Đăng Dung, forçado a se enforcar. |

### Imperadores do Período Restaurado (Lê Trung Hưng) de 1533 a 1789
|                                                                              | Nome de templo    | Nome póstumo                                                                                         | Nome pessoal           | Linhagem                                                                      | Reinado                   | Nome de era | Mausoléu       | Eventos |
| ---------------------------------------------------------------------------- | ----------------- | --- | ---------------------- | ----------------------------------------------------------------------------- | ------------------------- | --- | -------------- | --- |
| Dynastic coins                                                               | Trang Tông (莊宗) | Dụ Hoàng đế (裕皇帝)                                                                                 | Lê Ninh (黎寧)         | Filho do Imperador Chiêu Tông                                                 | 1533–1548 (11)            | Nguyên Hòa (元和) | Cảnh lăng      | Escapou da prisão domiciliar para o Laos em 1527. Em 1533, os leais a Lê liderados por Nguyễn Kim instalaram Lê Ninh como imperador no exílio. O imperador Jiajing da dinastia Ming enviou 110.000 soldados para ajudar a família Lê a restaurar o trono em 1536, mas Mạc Đăng Dung fez um pacto com os Ming em 1540, iniciando a guerra Lê-Mạc. Chiêu Tông governou em sua corte em Vạn Lại, Thanh Hóa. |
|                                                                              | Trung Tông (中宗) | Vũ Hoàng đế (武皇帝)                                                                                 | Lê Huyên (黎暄)        | Filho do Imperador Trang Tông                                                 | 1548–1556 (12)            | Thuận Bình (顺平) | Diên lăng      | Corte de Vạn Lại com Trịnh Kiểm como governante de fato. O exército Lê recapturou Thuận Hóa e Quảng Nam de Mạc em 1553. Trung Tông morreu sem herdeiro. |
|                                                                              | Anh Tông (英宗)   | Tuấn Hoàng đế (峻皇帝)                                                                               | Lê Duy Bang (黎維邦)   | Descendente de Lê Trừ, segundo irmão de Lê Lợi                                | 1556–1573 (13)            | Thiên Hựu (天祐 1557), Chính Trị (正治 1558 – 1571), Hồng Phúc (洪福 1572) | Bố Vệ lăng     | Corte de Vạn Lại. O clã Nguyễn liderado por Nguyễn Hoàng concedeu seus feudos em Thuận Hóa e Quảng Nam. Guerra de sucessão entre o filho de Trịnh Kiểm, Trịnh Tùng, e Trịnh Cối. Anh Tông conspirou contra Trịnh e foi morto por Trịnh Tùng. |
|                                                                              | Thế Tông (世宗)   | Tích Thuần Cương Chính Dũng Quả Nghị Hoàng đế (積純剛正勇果毅皇帝)                                   | Lê Duy Đàm (黎維潭)    | Filho Imperador Anh Tông                                                      | 1573–99 (14)              | Gia Thái (嘉泰 1573 – 1577), Quang Hưng (光興 1578 – 1599) | Hoa Nhạc lăng  | Instalado por Trịnh Tùng quando ele tinha 5 anos. Recapturou Đông Kinh da dinastia Mạc em 1592. Trịnh Tùng era o governante de fato. |
|                                                                              | Kính Tông (敬宗)  | Hiển Nhân Dụ Khánh Tuy Phúc Huệ Hoàng đế (显仁裕庆绥福惠皇帝), Giản Huy Hoàng đế (簡輝皇帝)          | Lê Duy Tân (黎維新)    | Filho do Imperador Thế Tông                                                   | 1599–1619 (15)            | Thận Đức (慎德 1600 – 1601), Hoằng Định (弘定 1601 – 1619) |                | Deposto e forçado a cometer suicídio por Trịnh Tùng após uma conspiração judicial. |
|                                                                              | Thần Tông (神宗)  | Uyên Hoàng đế (淵皇帝)                                                                               | Lê Duy Kỳ (黎維祺)     | Filho do Imperador Kính Tông e da Imperatriz Ngọc Trinh, filha de Trịnh Tùng. | 1619–1643, 1649–1662 (16) | Vĩnh Tộ (永祚 9/1619 – 1628), Đức Long (德隆 1629 – 1634), Dương Hòa (陽和 1635 – 9/1643), Khánh Đức (慶德 10/1649 – 1652), Thịnh Đức (盛德 1653 – 1657), Vĩnh Thọ (永壽 1658 – 8/1662), Vạn Khánh (萬慶 9/1662) | Quần Ngọc lăng | A primeira guerra Trịnh-Nguyễn estourou em 1627. Tornou-se imperador regente em 1643, quando seu filho Lê Duy Hựu foi entronizado. Segunda regra de 1649 após a morte de seu filho. Os Senhores de Trịnh eram governantes de fato. |
|                                                                              | Chân Tông (真宗)  | Thuận Hoàng đế (順皇帝)                                                                              | Lê Duy Hựu (黎維祐)    | Filho do Imperador Thần Tông                                                  | 1643–1649 (17)            | Phúc Thái (福泰) | Hoa Phố lăng   | Trịnh Tráng era governante de fato. |
|                                                                              | Huyền Tông (玄宗) | Mục Hoàng đế (穆皇帝)                                                                                | Lê Duy Vũ (黎維禑)     | Filho do Imperador Thần Tông                                                  | 1662–1671 (18)            | Cảnh Trị (景治) | An Lăng        | Casado com a Imperatriz Ngọc Áng, filha de Trịnh Tạc. Morreu aos 17 anos sem herdeiro. Trịnh Tạc era governante de fato. |
|                                                                              | Gia Tông (嘉宗)   | Khoan Minh Mẫn Đạt Anh Quả Huy Nhu Khắc Nhân Đốc Nghĩa Mỹ Hoàng đế (寬明敏達英果徽柔克仁篤義美皇帝)  | Lê Duy Cối (黎維禬)    | Filho do Imperador Thần Tông                                                  | 1671–1675 (19)            | Dương Đức (陽德 1672 – 1674), Đức Nguyên (德元 1674 – 1675) | Phúc An lăng   | Adotado por Trịnh Tạc ainda jovem. Entronizado quando tinha 10 anos e morreu de cólera 5 anos depois. Trịnh Tạc era governante de fato. |
| Dynastic coin                                                                | Hy Tông (熙宗)    | Chương Hoàng đế (章皇帝)                                                                             | Lê Duy Cáp (黎維祫)    | Filho do Imperador Thần Tông                                                  | 1675–1705 (20)            | Vĩnh Trị (永治 1676 – 1680), Chính Hoà (正和 1680 – 1705) | Phú lăng       | Terminada a guerra com os Senhores Nguyễn na Cochinchina, os últimos remanescentes da dinastia Mạc e dos senhores Bầu foram conquistados. Trịnh Tạc e Trịnh Căn eram governantes de facto. |
|                                                                              | Dụ Tông (裕宗)    | Thuần Chính Huy Nhu Ôn Giản Từ Tường Khoan Huệ Tôn Mẫu Hòa Hoàng đế (純正徽柔溫簡慈祥寬惠遜敏和皇帝) | Lê Duy Đường (黎維禟)  | Filho do Imperador Hy Tông                                                    | 1705–1729 (21)            | Vĩnh Thịnh (永盛 1706 – 1719), Bảo Thái (保泰 1720 – 1729) | Kim Thạch      | A corte Lê reconheceu os legítimos Manchu Qing sobre a China, o Imperador Kangxi enviou um enviado e deu o título An Nam quốc vương 安南国王 (Rei de Annam) para Dụ Tông em 1718. Os Senhores de Trịnh eram governantes de fato. Deposto por Trịnh Cương. |
|                                                                              |                   | | Lê Duy Phường (黎維祊) | Filho do Imperador Dụ Tông e da Imperatriz Ngọc Trang, tia de Trịnh Cương.    | 1732–1735 (22)            | Vĩnh Khánh (永慶) | Kim Lũ         | Deposto e morto por Trịnh Giang. Nomeado postumamente pelo título condescendente de Hôn Đức công (Duque das Virtudes Ambíguas) |
|                                                                              | Thuần Tông (純宗) | Giản Hoàng đế (簡皇帝)                                                                               | Lê Duy Tường (黎維祥)  | Son of Emperor Dụ Tông                                                        | 1732–1735 (23)            | Long Đức (龍德) | Bình Ngô Lăng  | Trịnh Giang era governante de fato. |
|                                                                              | Ý Tông (懿宗)     | Ôn Gia Trang Túc Khải Túy Minh Mẫn Khoan Hồng Uyên Duệ Huy Hoàng đế (溫嘉莊肅愷悌通敏寬洪淵睿徽皇帝) | Lê Duy Thận (黎維祳)   | Filho do Imperador Thuần Tông                                                 | 1735–1740 (24)            | Vĩnh Hựu (永佑) | Phù Lê lăng    | Forçado a abdicar por Lord Trịnh Doanh. O último Thái thượng hoàng (imperador aposentado) do Vietnã. |
| Dynastic coin                                                                | Hiển Tông (顯宗)  | Vĩnh Hoàng đế (永皇帝)                                                                               | Lê Duy Diêu (黎維祧)   | Filho do Imperador Thuần Tông                                                 | 1740–1786 (25)            | Cảnh Hưng (景興) | Bàn Thạch lăng | Rebeliões do Príncipe Lê Duy Mật (1740-1770) e Phạm Công Chất (1767-1769). O relacionamento com o senhorio de Trịnh deteriorou-se após a morte de Trịnh Doanh em 1767. O príncipe herdeiro Lê Duy Vĩ foi morto por Trịnh Sâm, que planejava abolir o trono de Lê. A rebelião de Tây Sơn eclodiu na Cochinchina em 1771, enfraquecendo os Senhores Nguyễn. Trịnh Sâm atacou o reino de Đàng Trong e capturou Thuận Hóa em 1774. A rebelião da Guarda Real (1782-1784) após a morte de Trịnh Sâm levou à agitação. As tropas Tây Sơn sob o comando de Nguyễn Huệ começaram a campanha do norte, capturando Thăng Long em 1786. |
| Deposed Emperor Lê Chiêu Thống meeting with Chinese delegations to seek help |                   | Mẫn Hoàng đế (愍皇帝)                                                                                | Lê Duy Kỳ (黎維祁)     | Filho do príncipe herdeiro Lê Duy Vĩ do imperador Hiển Tông                   | 1786–1789 (26)            | Chiêu Thống (昭統) | Hoa Dương lăng | Entronizado sob a supervisão de Nguyễn Huệ. Derrotou as forças pró-Trịnh com a ajuda do senhor da guerra Nguyễn Hữu Chỉnh. Uma segunda campanha do norte de Tây Sơn capturou Thăng Long em 1787. Chiêu Thống procurou ajuda da dinastia Qing, mas foi derrotado na Batalha de Ngọc Hồi-Đống Đa em 1789. Foi para o asilo e morreu em Pequim em 1793. |